# Evoluce

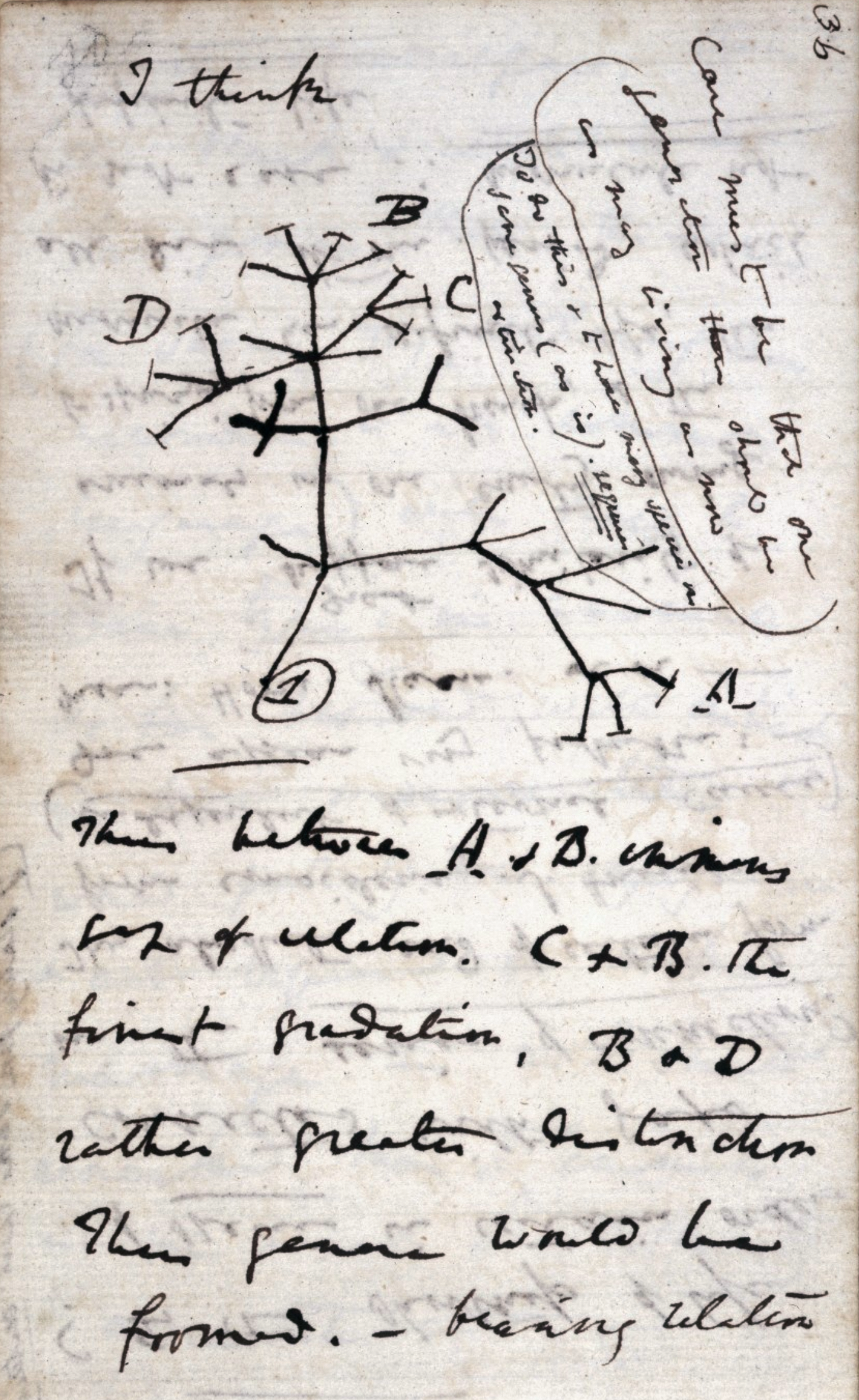
Slavná stránka z Darwinova zápisníku s prvním náčrtem evolučního stromu (1837)

Evoluce je dlouhodobý a samovolný proces, v jehož průběhu se rozvíjí a diverzifikuje život. Podstatu těchto změn zkoumá vědní obor evoluční biologie. Základem evolučního procesu jsou dědičné změny vlastností organismů v průběhu generací. Schopnost podléhat evoluci tedy závisí na dostatečné komplexitě daných prvků a vlastnostech umožňujících přirozený výběr: reprodukci, dědičnosti, proměnlivosti a konkurenčním tlaku. Dědičnost je u současných organismů založena na koexistenci proteinů a nukleových kyselin, jež mají schopnost replikace a platí za základní nositelky genetické informace. Proměnlivost pak zajišťují především mutace, u pohlavně se rozmnožujících organismů i redukční dělení spojené s rekombinací a segregací chromozomů.
Klíčový pojem evoluční teorie je přirozený výběr neboli selekce. Jde o nenáhodný proces, jenž vychází z toho, že úspěšnost v přežívání a rozmnožování je ovlivněna geneticky podmíněnými rozdíly mezi genotypy, a že nejschopnější genotypy přispívají do genofondu populace více než genotypy méně schopné. Schopnost předávat své geny (respektive jejich konkrétní formy – alely) do dalších generací je označována jako biologická zdatnost. Přirozený výběr typicky podporuje znaky zvyšující plodnost a životaschopnost daného jedince, ačkoli zvýhodňujícími mohou být i vlastnosti zvyšující jeho sexuální zdatnost (pohlavní výběr), či zvyšující zdatnost příbuzných jedinců (příbuzenský výběr). Vyjma nenáhodných procesů mají v převládnutí určitých alel velký význam i procesy náhodné, jako je genetický drift, potažmo genetický draft.
Pouze přirozený výběr však dokáže vysvětlit vznik adaptivních struktur: dědičné varianty nejpříznivější pro přežití a reprodukci organismů se v populaci hromadí, zatímco méně výhodných forem ubývá. Původ adaptací není cílený, evoluce neplánuje, ale pouze selekcí vylepšuje aktuální stav příslušného znaku podle okamžitých podmínek. Velmi častý je vznik exaptací, kdy příslušná struktura dnes plní jinou adaptivní funkci, než jakou měla v minulosti. Dlouhodobý průběh mikroevoluce na úrovni populací utváří makroevoluční fenomény. Jedním z evolučních důsledků je také speciace, v rámci níž dochází ke vzniku nových druhů a tím i ke zvyšování diverzity živých organismů.
Rané úvahy o evolučním původu organismů sahají již do antiky, ale první ucelenou evoluční teorii založenou na principu přirozeného výběru nezávisle na sobě vytvořili teprve Charles Darwin a Alfred Russel Wallace v průběhu 19. století. Klíčové Darwinovo dílo O původu druhů bylo vydáno v roce 1859. Ačkoli objev principů dědičnosti vedl zpočátku téměř k zatracení darwinistických myšlenek, v první polovině 20. století vyšlo najevo, že se oba proudy nevylučují, ale vzájemně doplňují; došlo k tzv. moderní evoluční syntéze neboli neodarwinismu. Další pokroky v evoluční biologii přicházejí od druhé poloviny 20. století s postupujícím rozmachem genetiky a molekulární biologie. Na neodarwinismus navázala myšlenka sobeckého genu, podle níž hlavní jednotkou přirozeného výběru není jedinec, ale jeho alely. Z dalších významných fenoménů lze jmenovat například aplikaci teorie her na evoluci, přisuzování dominantního významu náhodným evolučním mechanismům či pohled na evoluci jako na neplynulý proces. I s novým tisíciletím představuje evoluční biologie živý, rozvíjející se obor – začleňovány jsou poznatky z vývojové biologie („evo-devo“), genomiky, epigenetiky, ekologie i společenských věd, které se snaží na evoluci nahlížet ze širšího než pouze genocentrického úhlu pohledu. Třebaže význam jednotlivých evolučních mechanismů zůstává předmětem studií, samotná existence evoluce se stala vědeckým paradigmatem.

## Vývoj poznání
V rámci biologie a obecně přírodních věd vznikla řada teorií zabývajících se vznikem života a jeho evolucí. Vývoj evoluční biologie lze obecně shrnout do čtyř velkých etap:
1. období předdarwinovské, které je vymezeno až po rok 1859, ve kterém bylo vydáno stěžejní dílo O původu druhů;
2. období klasického darwinismu, během něhož položili Charles Darwin a Alfred Wallace základy současné evoluční koncepce. Klíčovou roli u nich hraje hromadění nahodilých změn a přirozený výběr;
3. období neodarwinismu, které slučovalo Darwinův model evoluce s novými objevy na poli genetiky;
4. období postneodarwinismu, probíhající od počátku 60. a 70. let 20. století a navazující na rozvoj molekulární biologie.

### Období předdarwinovské

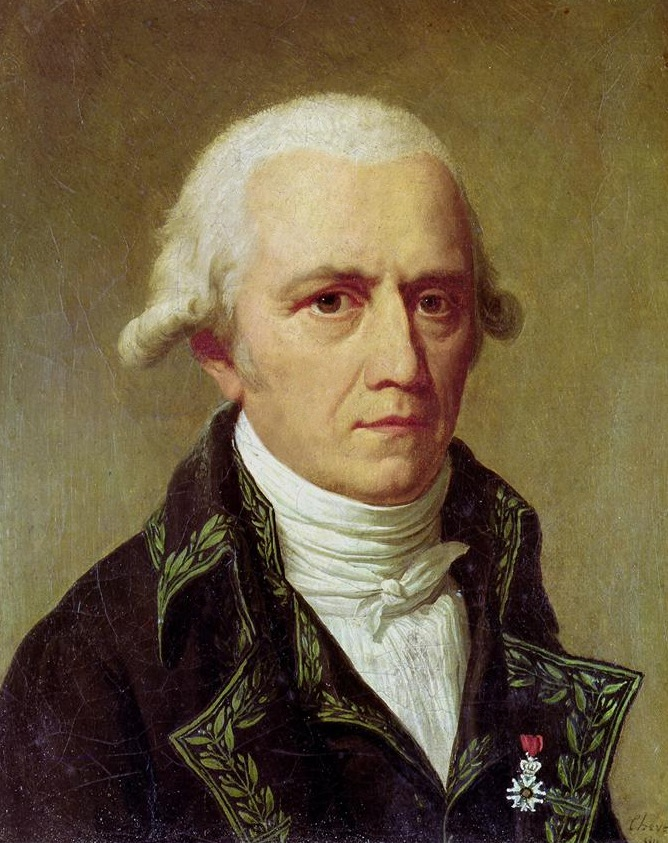
Jean-Baptiste de Lamarck

Úvahy o původu Země a živých organismů provázely patrně celou historii lidské civilizace. Báje o vzniku světa jsou součástí mnohých mýtů, jakož i řady náboženských systémů. Rané snahy vysvětlit tyto otázky pomocí logu lze najít již v antickém Řecku, zabývalo se jimi ontologické učení. Thalés z Milétu je pokládán za prvního přírodního filozofa, jenž se zabýval problémy týkajícími se Země a jejího původu. Anaximandros je autorem filosofického spisu O přírodě z 6. st. př. n. l., jenž je považován za nejstarší psané dílo o přírodních vědách a obsahuje také první zaznamenané úvahy o evolučních procesech. Anaximandros věřil, že vše živé vzniklo ze Země pokryté bahnem, přičemž nejprve byly stvořeny rostliny, pak zvířata a nakonec i lidé, kteří vzešli z ryb žijících ve vodě. V 5. st. př. n. l. vyslovil Empedoklés z Akragantu názor, že z prvotního chaosu vznikly jednotlivé části rostlinných i živočišných těl, které se navzájem různě spojovaly a kombinovaly, až vznikly normální organismy i podivné obludy. Životaneschopná monstra časem vyhynula a udržely se jen dokonalé bytosti.
Vliv na vývoj evolučních úvah měl také Aristotelés, který kladl absolutní důraz na účelnost v živé přírodě. Domníval se, že ke vzniku orgánu či organismu je nezbytná finální příčina, která orgánu nebo organismu dává účel, cíl. Tato aristotelovská teleologie chápala účelnost jako primárně danou a nezávislou na organizaci živé hmoty a jejích funkcí. Formální, konečnou a účinnou příčinou života byla podle Aristotela informující duše živých bytostí, tzv. psuche. Aristotelés rovněž věřil ve věčnost světového řádu a rozsáhle se zabýval i otázkami embryogeneze.
Klasické křesťanské učení tvrdilo, že všechny druhy stvořil Bůh, a to jednotlivě a ve stejné podobě, jakou mají dnes. Stvoření světa na základě tohoto kreacionistického modelu zaznamenával tzv. „Velký řetězec bytí“, Bůh podle něj postupoval od prvků neživé přírody přes primitivní formy života, rostliny, bezobratlé a další živočichy až po člověka, „mezičlánek“ mezi zvířaty a anděly. V průběhu 18. století vedle sebe existovaly dvě protichůdné představy původu živých organismů. Někteří myslitelé (vč. zakladatele první uznávané zoologické a botanické systematiky Carla Linného) živým organismům přisuzovali božský původ, jiní (Maupertuis, Diderot) očekávali vznik živých organismů z neživé hmoty. Významným milníkem předdarwinovské epochy se staly závěry paleontologa Georgese Cuviera, jenž přesvědčivě dokázal, že v historii Země existovaly pokročilé, ale nyní již vyhynulé druhy, a zavrhl tak křesťanské myšlenky o neměnnosti přírody a biblickém stáří Země.
Snad nejvýznamnější představitel předdarwinovské doby je Jean-Baptiste Lamarck. Lamarckismus – postulovaný na počátku 19. století – operoval s myšlenkou, že organismy vznikají opakovaně v jednoduché podobě a získávají za svého života „zkušenosti“, jež pak zúročují při tvorbě svého potomstva. Typickým příkladem byla snaha vysvětlit původ dlouhého krku žiraf, jenž podle lamarckismu vznikl natahováním se za potravou a následnou dědičností těchto získaných vlastností do dalších generací. Lamarckismus představoval první ucelenou evoluční teorii, přesto se však nikdy nestal obecně přijímaným a posléze byl u vědců a myslitelů, kteří akceptují myšlenky evoluce, nahrazen darwinismem. Současná biologie připouští dědičnost získaných vlastností maximálně v modifikované podobě a v omezené míře.

### Darwinismus

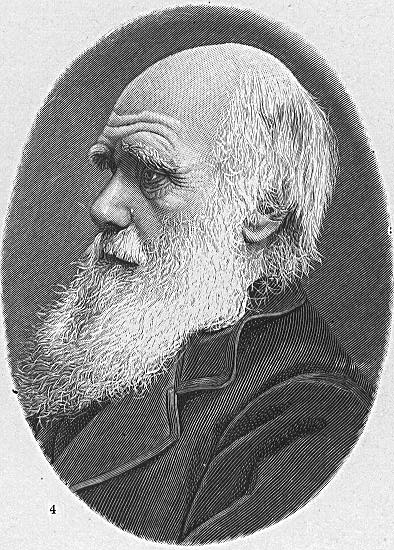
Charles Darwin

Darwinismus označuje evoluční teorii vytvořenou nezávisle na sobě Charlesem Darwinem (1809–1882) a Alfredem Wallacem (1823–1913). Za přelomovou publikaci je považováno především Darwinovo dílo O původu druhů (1859). Na rozdíl od lamarckismu darwinismus tvrdil, že nedochází k cíleným adaptivním změnám jednotlivých organismů, ale k převládnutí jedinců s výhodnou variantou určitého znaku v populaci. Darwinova teorie evoluce se opírala o pět hlavních pilířů:
1. druhy podléhají biologické evoluci, tj. organismy se v průběhu času mění. Darwin tímto tvrzením navazoval na své předchůdce, ale jako jediný shromáždil množství důkazů o platnosti evolučních mechanismů, a tak o nich přesvědčil většinu odborné veřejnosti;
2. druhy mají společný původ, tj. odštěpují se od společných předků;
3. evoluce probíhá gradualisticky, tj. postupnou kumulací mnoha drobných změn, nikoli skokově;
4. objevuje se populační změna, tj. k evoluci dochází změnami ve frekvencích různých druhových variant v rámci populace;
5. hnacím motorem selekce je přirozený (resp. přírodní) výběr, tato revoluční, ač zprvu kontroverzní myšlenka vysvětlila přirozený vznik adaptivních vlastností.

Za jeden z nejvýznamnějších Darwinových objevů patří i následná teorie pohlavního výběru, představená v díle The Descent of Man, and Selection in Relation to Sex z roku 1871. Pohlavní výběr může zvýhodňovat i takové vlastnosti, které by měl klasický přírodní výběr potlačovat. Darwinovy a Wallaceovy závěry byly v hrubých obrysech podobné, přesto se v určitých ohledech lišily. Wallace zdůrazňoval především vliv vnějších tlaků na evoluční pochody, zatímco Darwin konkurenci mezi jedinci. Wallace neuznával pohlavní výběr, naopak evoluční teorii rozšířil o koncept aposematismu.
Darwinismus se stal první evoluční teorií, která obecně ovládla vědecké myšlení (došlo k tomu v průběhu druhé poloviny 19. století), byl však též poslední ucelenou teorií s poměrně jasným pojetím principů evoluce, které se to podařilo. Bylo to proto, že byl dosti jednoduchý a omezoval se na základní myšlenku, k čemuž i nahrávala tehdejší absence rozsáhlejšího vědeckého poznání života na úrovni buněk, biochemie, molekulární biologie a genetiky. Postupem času, jak se znalosti v rámci těchto oborů rozšiřovaly, se začalo ukazovat, že takto pojatá základní myšlenka naprosto nedostačuje pro vědeckou práci, proto byl postupně darwinismus modifikován a obohacován o další poznatky a postuláty a probíhaly snahy o syntézu s novými vědeckým poznáním.

### Neodarwinismus
Když Darwin publikoval svoji teorii přirozeného výběru, netušil, jakým způsobem vzniká tak potřebná variabilita jedinců. Předpoklad, že se v rámci procesu pohlavního rozmnožování společně mísí a průměrují vlohy od obou rodičů, je už od základů chybný: daný znak by totiž, pokud by nedocházelo k nereálně vysoké rychlosti vzniku nové dědičné variability, v průběhu generací rychle vymizel. Principy dědičnosti byly odhaleny teprve s nástupem genetiky, jejíž základy položil Darwinův současník, brněnský opat Gregor Mendel, ačkoli výsledky jeho práce byly znovuobjeveny teprve na začátku 20. století. Mendelovy závěry představovaly pro darwinismus velkou zkoušku. Vyplývalo z nich, že variabilita potomstva vzniknuvšího pohlavním rozmnožováním je dána pouze novou kombinací kombinovatelných, ale zdánlivě neměnných vloh pro tyto vlastnosti, jejichž nositeli byly již rodičovské organismy, ačkoli se u nich tyto vlohy nemusely projevit. Objev existence mutací, které umožňovaly vysvětlit vznik nových, odlišujících se vloh, pak zprvu vedl k myšlenkovému proudu zvanému mutacionismus, jenž považoval evoluci za skokový proces.
Někteří evoluční biologové první poloviny 20. století si však povšimli, že Darwinova a Mendelova teorie se nemusí nutně vyvracet, ale naopak se navzájem potvrzují. Tento myšlenkový proud je nazýván moderní evoluční syntéza či neodarwinismus. Mutace pro neodarwinisty ale nepředstavovaly alternativu k přirozenému výběru; různící se, vzájemně nahraditelné vlohy – alely, byly naopak vystaveny selekci prostřednictvím přirozeného výběru. Protože tyto procesy většinou probíhají v celých populacích, souběžně s neodarwinistickým myšlením se začala utvářet i populační genetika.
Neodarwinistický proud stál u zrodu moderních evolučních myšlenek, potažmo i celé moderní biologie. Je spojen se jmény populačních genetiků, jako byli John B. S. Haldane, Ronald A. Fisher, Sewall Wright či Theodosius Dobzhansky, kteří vytvořili matematický základ evoluční teorie, včetně konceptu genetického driftu. Z dalších významných osobností lze jmenovat paleontologa George Gaylorda Simpsona, systematika Ernsta Mayra (mj. definoval biologický druh) či botanika G. Ledyarda Stebbinse, jenž aplikoval neodarwinistické myšlenky do botaniky. Neodarwinisté považovali evoluci za pozvolný proces, probíhající především na úrovni populaci (Dobzhanského definice: „evoluce je změna frekvence alel v genofondu populace“). Za hlavní motor evolučních změn byla považována selekce přirozeným výběrem, ostatní procesy – snad s výjimkou genetického driftu – se dostávaly spíše na pozadí.

### Postneodarwinismus

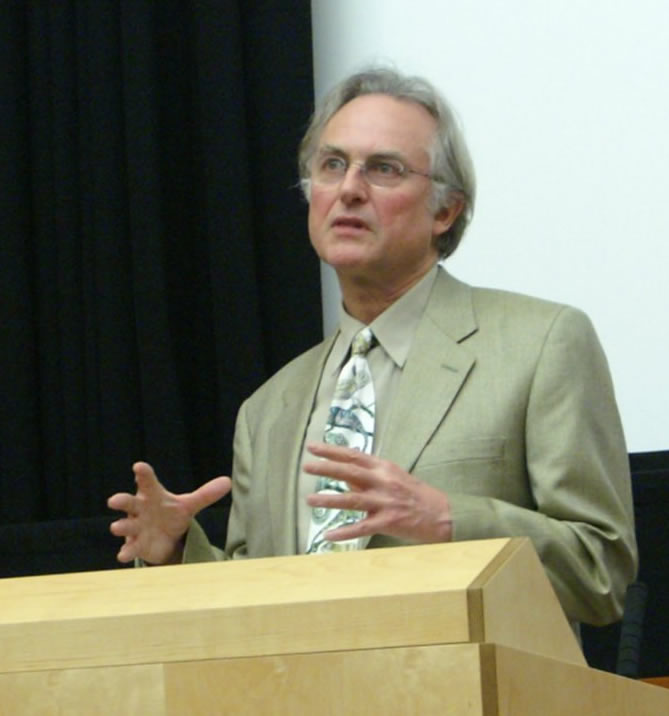
Richard Dawkins

Od druhé poloviny 20. století přicházeli evoluční biologové s řadou objevů, které překypovaly nad rámec neodarwinistického modelu evoluce. Tyto nové evoluční myšlenky navazují na pokroky v genetice, molekulární biologii a molekulárních a informačních technologiích.
Předchozí evoluční proudy považovaly za základní jednotku, na niž působí selekce, jedince. V zájmu každého jedince by tedy mělo být úspěšně se rozmnožit a předat své geny do dalších generací (mít co nejvyšší biologickou zdatnost). Zhruba na přelomu 60. a 70. let 20. století se však objevuje genocentrické pojetí evoluce, jehož prvními průkopníky byli George Christopher Williams a William D. Hamilton. Podle nich se při studiu určitého znaku nelze ptát, čím tento znak zvýhodňuje svého nositele, nýbrž čím zvýhodňuje alelu, která je za jeho vznik zodpovědná. Koncept roku 1976 zpopularizoval Richard Dawkins ve své knize Sobecký gen a následně i v díle Rozšířený fenotyp (1982). Teorie sobeckého genu předpokládá, že organismus je pouze jakýmsi prostředkem k dalšímu šíření úspěšných alel jeho genomu. „Sobeckost“ genu (alely) označuje výhradně schopnost obsadit genom jedince a následně se úspěšněji replikovat a šířit ve srovnání s konkurenčními alelami. Nesouvisí se sobeckým chováním jedince; koncept naopak umožňuje vysvětlit vznik altruistického chování, například prostřednictvím příbuzenského výběru. Rozvoj molekulární biologie vedl rovněž k objevu evolučních tahů, procesů vysvětlujících fixaci takových alel, které sice nezvyšují (někdy dokonce snižují) biologickou zdatnost svého nositele, zato se však dokáží šířit populací úspěšněji než alely konkurenční.
Postneodarwinismus navíc nepřisuzuje selekci přirozeným výběrem takový význam jako darwinismus či neodarwinismus. Velkou měrou se v tomto ohledu zasloužil japonský genetik Motoo Kimura, jenž roku 1983 publikoval svou teorii neutrální evoluce, podle níž většina evolučních změn na molekulární úrovni probíhá důsledkem náhodné fixace neutrálních mutací, zatímco přírodní výběr fixuje pouze minoritní množství změn. Teorie neutrální evoluce (resp. modifikovaná teorie téměř neutrální evoluce) tak vyzdvihuje význam stochastických procesů, jako je genetický drift. Další zásadní odklon od tradičního pohledu na evoluci poskytla teorie přerušovaných rovnováh Nilese Eldredgeho a Stephena Jaye Goulde ze 70. let 20. století. Podle nich není evoluce pozvolným procesem, ale má výrazně nespojitý charakter s dlouhými obdobími stází.
Postneodarwinismus se rovněž snažil evoluční procesy zasadit do rámce teorie her. Jednotlivé vlastnosti organismů jsou výhodné či nevýhodné také vzhledem k tomu, jak se zachovají ostatní jedinci v populaci, přičemž jednotlivé evoluční strategie lze matematicky modelovat. Velkého významu nabyl koncept evolučně stabilních strategií, který poprvé definovali John Maynard Smith a George R. Price v roce 1973.

#### Komplexnější pohled na evoluci: 90. roky 20. století – současnost
Zhruba od 90. let 20. století nabývá na významu směr evolučně vývojové biologie, která se soustředí na problematiku, jak změny v embryonálním vývoji během jednotlivých generací souvisejí se změnami evolučními. Postupně se ukazuje, že konkrétní alela nesouvisí přímo s konkrétním znakem, ale jednotlivé geny vytváří jakousi komplexní síť, skrze kterou se z genotypu formuje fenotyp. Výsledný fenotyp je ovlivňován i okolním prostředím, například mechanickou stimulací, teplotou či interakcí s chemickými produkty produkovanými jinými druhy. Úspěšnost jednotlivých alel je tak z tohoto pohledu dána úspěšností celého systému a evoluční novinky vznikají spíše úpravou zastoupení, načasování či umístění jednotlivých genů vzhledem k aktuálnímu prostředí.
S dalšími objevy na poli evoluční biologie některé hlasy 21. století dokonce volají po nové, rozšířené evoluční syntéze (Extended Evolutionary Synthesis), rozsáhlá diskuse ohledně této problematiky byla publikována v roce 2014 v periodiku Nature. Nové pojetí evoluce by v takovém mělo zvýraznit kompilaci nových poznatků z vývojové biologie, genomiky, epigenetiky, ekologie či společenských věd. Příznivci syntézy se vymezují proti jednoduchému genocentrickému pojetí evoluce, které podle nich nedovede zachytit celou škálu procesů, jež řídí biologickou evoluci. Určité fenomény totiž zastánci EES považují nejen za důsledky evoluce, ale také za její činitele. Jde například o procesy, jakými je utváření variací ovlivňováno samotným vývojem jedince (developmental bias; během vývoje mohou vznikat určité formy snadněji než jiné, velká část variability tedy nemusí být náhodná); jak prostředí přímo utváří vlastnosti organismů (fenotypová plasticita); jak organismy naopak modifikují své prostředí, a spoluusměrňují tak vlastní evoluci (konstrukce nik); a nelze opomenout ani extragenetickou dědičnost (epigenetika, kulturní evoluce). Odpůrci syntézy tyto fenomény uznávají, ale nepovažují je za natolik zásadní, aby byly označeny za zásadní revizi v rámci evoluční biologie.
Původně českým teoretickým konceptem je model zamrzlé evoluce od Jaroslava Flegra, který předpokládá dlouhodobou stabilitu ve vlastnostech pohlavně se rozmnožujících druhů a popisuje její důsledky na mikroevoluční i makroevoluční úrovni (krátce představeno níže). 

## Zdroje a původ variability

### Základy genetiky

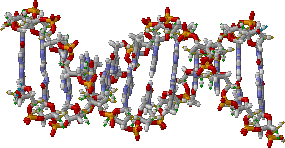
Struktura DNA

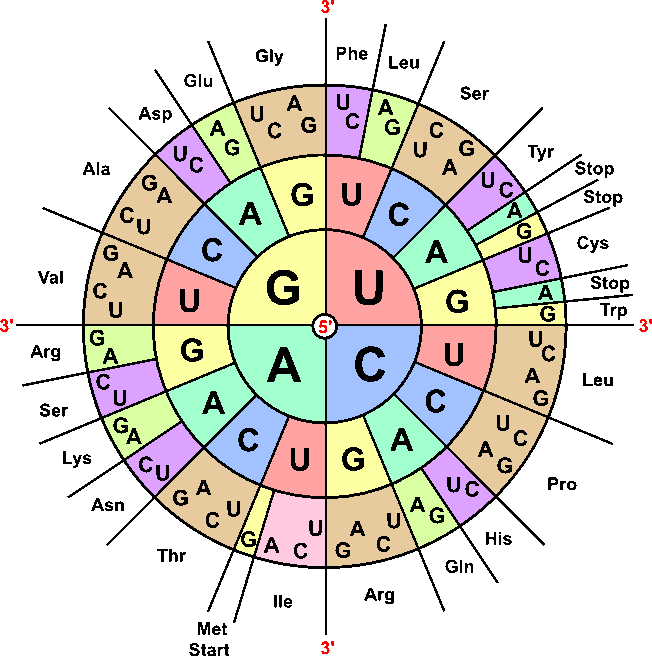
Schema univerzálního genetického kódu

Evoluční paměť organismu, jež schraňuje podněty, s nimiž se v minulosti setkali jeho blízcí i vzdálení předkové, je zajištěna dědičností. Tato unikátní schopnost živých organismů, pomocí které mohou přenášet určité znaky, vlohy a schopnosti z generace na generaci, z obecného pohledu zvyšuje pravděpodobnost přežití a reprodukce příslušného individua.
Dědičnost pozemských organismů je založena na koexistenci proteinů a nukleových kyselin. Ty mají schopnost replikace a platí za nositelky genetické informace. Základní nositelkou dědičné informace organismů je DNA, biologická makromolekula, jež je v drtivé většině případů tvořena dvěma komplementárními řetězci nukleotidů. Každý nukleotid tvoří sacharid deoxyribóza, fosfátová skupina a jedna ze čtyř nukleových bází odvozených od purinu nebo pyrimidinu, jimiž jsou adenin, guanin, cytosin nebo thymin. Přenos informace z nukleových kyselin do proteinů zprostředkovává RNA, se sacharidovou složkou ve formě ribózy a pyrimidinovou bází uracilem namísto thyminu. U RNA virů tato kyselina představuje primární nositelku dědičnosti.
Nukleové kyseliny kódují primární strukturu proteinů, přičemž tvorba těchto proteinů (proteosyntéza) je vícefázová. Klasicky zahrnuje přepis (transkripci) genetické informace z DNA do RNA, následně možné posttranskripční modifikace tohoto primárního transkriptu a výslednou tvorbu proteinu (translaci) prostřednictvím buněčného aparátu. Příslušné aminokyseliny, z nichž je tvořen primární proteinový řetězec, jsou kódovány trojicemi nukleotidů (triplety či kodony). Tento genetický kód je mezi organismy prakticky univerzální. Díky kombinatorickým pravidlům může být tripletů 64 (43), proteinogenních aminokyselin je však pouze 20. Z tohoto důvodu bývá každá aminokyselina kódována větším množstvím tripletů; genetický kód je tzv. degenerovaný. Proto také nelze z bílkovinného řetězce zrekonstruovat původní sekvenci nukleotidů a tzv. centrální dogma molekulární biologie vylučuje tok informace ve směru protein -> nukleová kyselina.
Zvláště u mnohobuněčných organismů velká část genetické informace proteiny nekóduje: Buďto neumožňuje transkripci vůbec, anebo výsledná RNA není překládána do proteinu (u člověka se uvádí až 98 %). Vyjma sekvencí, které nemají viditelný význam (junk DNA), se jejich část podílí na regulačních procesech.
Genetický materiál organismu je nesen na jednom nebo více chromozomech; geny – základní jednotky dědičnosti – jednoho chromozomu tvoří genovou vazebnou skupinu. Pozice, kterou na chromozomu gen zaujímá, se nazývá lokus. Sekvence DNA mezi jednotlivými lokusy se mohou různit, mohou být tzv. polymorfní; v takovém případě tyto různé formy nesou označení alely. Jednotlivé alely vzájemně interagují a společně mohou svůj účinek zesilovat, anebo naopak rušit. U diploidních organismů, jež nesou od každého genu dvě alely, může docházet k různým alelickým interakcím, které závisí na tom, jestli jsou obě alely v obou lokusech shodné (homozygotnost), anebo se různí (heterozygotnost). Zvláště bohaté interakce se objevují i v rámci různých genů. Pokud naopak jeden gen ovlivňuje větší množství znaků, jsou jeho účinky tzv. pleiotropní.
Molekulární procesy, které regulují aktivitu genomu nezávisle na sekvenci DNA, se označují jako epigenetické. Epigenetické modifikace DNA, jako je methylace DNA nebo modifikace histonů, nabývají klíčového významu během embryogeneze, kdy se podílejí na vytváření specializovaných buněk, tkání a orgánů (ale probíhají i v reakci na podněty a stresy z prostředí). Epigenetickým modifikacím nebyla přisuzována vysoká míra dědivosti, protože při tvorbě pohlavních buněk obvykle dochází k jejich resetování. Nicméně výzkumy 21. století jim přikládají stále větší přímý i nepřímý význam v evolučních procesech. Genotyp organismu, epigenetické modulace a vliv prostředí formují celkový fenotyp organismu.

### Úloha mutací v evoluci

Pět typů chromozomových mutací (delece, duplikace, inverze, inzerce a translokace)

Mutace představují změnu ve struktuře genetické informace. Na rozdíl od poškození DNA se mutace vyznačují tím, že jejich vznik nenarušuje syntaktická pravidla zápisu genetické informace. Ačkoli nově vzniklé mutace bývají pro svého nositele nejčastěji více či méně škodlivé a jenom z minoritní části prospěšné, pro vývoj populací či druhů je jejich vliv nezbytný. Mutace platí za klíčový element biologické evoluce: produkují genetickou variabilitu, na úrovni druhu jsou dokonce považovány za jediný zdroj evolučních novinek. Jejich absence by vedla k nemožnosti adaptací a zastavení biologické evoluce.
Mutace nabývají různých forem, které se liší v tom, jak velkou část genomu ovlivňují. Nejjednodušší typ mutací představují mutace bodové, při nichž dochází k záměně nukleotidů, či k inzerci/deleci určitého nukleotidu. U sekvencí kódujících proteiny se bodové mutace dělí na synonymní (kódují totožnou aminokyselinu), nesynonymní (kódují jinou aminokyselinu), nesmyslné (z kodonu pro aminokyselinu vznikne terminační kodon ukončující přepis do proteinu) a posunové (inzerce a delece; vedou k posunu čtecího rámce). Bodové mutace v části DNA nekódující proteiny mohou ovlivnit genovou expresi.
Strukturní mutace, probíhající na úrovni řetězců DNA, zahrnují různé chromozomální přestavby většího rozsahu. Z evolučního hlediska zasluhují zmínku genové duplikace, při nichž dochází k znásobení segmentu chromozomu; postupná divergence duplikovaných segmentů umožňuje vznik genových rodin. Jiné chromozomální přestavby mohou vytvářet účinnou mezidruhovou bariéru. Řadí se sem například inverze, při nichž dochází k vystřižení určitého segmentu chromozomu a jeho vložení na stejné místo v opačné orientaci, nebo fúze či rozpad jednotlivých chromozomů. Chromozomy vzniklé přestavbou, například procesem robertsonovské translokace (de facto fúzí dvou chromozomů), se mohou v populaci účinně šířit prostřednictvím níže popsaného meiotického tahu.
Nejextrémnějším příkladem mutací jsou mutace genomové, vzniklé chybami v buněčném dělení, které mohou vést ke změně počtu chromozomů, nebo celých chromozomových sad. Duplikace celého genomu nabývají velkého významu především u speciace rostlin.

#### Náhodnost mutací a neolamarckismus
Vznik mutací evoluční biologie chápe za náhodný proces. Náhodnost v takovém případě neznamená, že mutace představují vždy prostý omyl, ale že organismus není schopen řízeně vygenerovat konkrétní mutaci, která je pro něj v nějakém případě prospěšná. Učebnicovým příkladem tohoto fenoménu jsou různé varianty tzv. replikovacího testu. Možnost tzv. lamarckistické evoluce, tj. cílený vývoj adaptivních znaků v závislosti na vnějších podmínkách a následný dědičný přenos na potomstvo, je problematická už z hlediska nemožnosti přenosu informace z proteinů do DNA, a u některých mnohobuněčných (většina živočichů) navíc i v důsledku existence účinné Weismannovy bariéry, jež odděluje linie somatických a germinálních buněk; novinky či modifikace buněk tělních tedy neovlivní buňky pohlavní. V některých konkrétních případech se mohou objevovat mutace cílené, i tehdy se však jedná spíše o procesy zvyšující pravděpodobnost vzniku požadované mutace. Jmenovat lze například SOS-reakce u některých bakterií, které vyvolávají hypermutace v rámci genomu, čímž se zvyšuje pravděpodobnost vzniku adaptivní mutace na stresové prostředí.
Vyladění genové exprese tak, aby byl dceřiný organismus ideálně přizpůsoben podmínkám prostředí, může zajišťovat epigenetická dědičnost. Za určitých okolností mohou rodiče rovněž manipulovat s genovou expresí u potomků. U rostlin, kde linie somatických a germinálních buněk není přísně oddělena, může docházet k přímé dědičnosti získaných vlastností, protože květy zde vznikají přímo z apikálních meristémů; rostliny mohou zároveň snáze předávat i epigenetické změny, protože u nich nedochází k tak striktnímu resetování epigenetických modifikací. Rostlinné „epialely“ by mohly podléhat shodnému přirozenému výběru jako běžné alely. U vyšších obratlovců (a zvláště u savců) je naopak epigenetická dědičnost mnohem problematičtější, protože dochází k přeprogramování epigenetických modulací v raném embryonálním vývoji i v rámci zárodečné linie. Zvláště objevy na poli epigenetiky od 90. let 20. století vedly k opětovnému zájmu o lamarckismus, či dokonce k závěrům o „znovuzrození lamarckismu“. Kritikové těchto tvrzení poukazují na to, že epigenetické mechanismy nejsou schopny samy o sobě řídit adaptivní evoluci; Lamarck navíc dědičnost získaných vlastností vágně považoval za schopnost vlastní „živé hmotě“, zatímco molekulární mechanismy zajišťující epigenetickou dědičnost jsou považovány za produkt přirozeného výběru.

### Vznik nových genů a horizontální genový přenos

Schematické znázornění možného osudu paralogních kopií vzniknuvších genovou duplikací

Geny – základní jednotky dědičnosti – ve velmi zjednodušeném pojetí představují úseky nukleové kyseliny, jež kódují některou funkční makromolekulu. Evoluce organismů tedy přímo souvisí s evolucí genů, které kódují jejich vlastnosti.
Nejčastějším způsobem vzniku nového genu je modifikace starých, postradatelných genů nebo nadbytečných genových kopií, vznikajících například procesem genové duplikace či duplikací celého genomu. Duplikace přispívají k redundanci celého systému. Kopie vzniklé duplikací, tzv. paralogní geny, utvářejí přirozené skupiny blízce si příbuzných genů, tzv. genové rodiny. Je nepravděpodobné, že by si obě kopie zachovaly stejnou funkci (protože nadbytečný gen bude podléhat mutacím); taková možnost nastává především tehdy, pokud selekce podporuje zvýšenou expresi produktu příslušného genu. Pokud paralogní kopie zůstane funkční, může se spíše potenciálně neofunkcionalizovat či subfunkcionalizovat, tedy buďto plní novou biologickou funkci, anebo společně s původním genem zastává mírně odlišné funkce, specializuje se. Příkladem je komplex Hox genů, který zajišťuje genovou kontrolu diferenciace těla v průběhu ontogeneze. Duplikace Hox-komplexů u obratlovců, která zřejmě proběhla ve dvou kolech (na bázi obratlovců plus na bázi čelistnatců; a další procesem polyploidizace ještě v rámci paprskoploutvých ryb), je dávána do souvislosti s obrovskou rozmanitostí jejich tělních plánů.
Vyjma procesu genových duplikací může být vznik nových genů poháněn i jinými faktory. Geny kódující proteiny se mohou například odvozovat z původních genů, jejichž mRNA je zpětně přepsána do genomu (např. prostřednictvím produktů retrotranspozonů). Možný je dokonce i vznik de novo, z předtím nesmyslných, nekódujících sekvencí. Tento fenomén byl během 20. století považován za vysoce nepravděpodobný, protože šance, že z podobné sekvence může vzniknout užitečný produkt, je mizivá. Takový gen by navíc byl vystaven okamžitému vlivu selekce, a především genetického driftu. De novo geny však byly skutečně objeveny, pravděpodobně prvním popsaným případem je genová rodina morpheus u starosvětských opic. U živočichů dochází k expresi de novo genů především ve varlatech, která podléhají značnému vlivu pohlavního výběru.
Pokud dochází k přenosu genetické informace mezi různými organismy, přičemž příjemce není přímým potomkem donora, jde o horizontální přenos genů (HGT, nebo také laterální genový transfer). Uplatnění nachází především u asexuálně se rozmnožujících jednobuněčných organismů, zvláště prokaryot: typickým příkladem jsou některé parasexuální děje bakterií, konkrétně transdukce, transformace a konjugace. Horizontální přenos genetické informace v podobných případech umožňuje urychlit adaptivní evoluci a obejít delší vývoj užitečných genů prostřednictvím náhodných mutací. HGT však není výjimkou ani u mnohobuněčných, například ve formě endosymbiotického genového transferu mezi genomem endosymbiotických organismů a jejich hostitelů. Pijavenky, výhradně nepohlavně se rozmnožující prvoústí živočichové z kmene vířníků, v rámci svého genomu dokonce masivně začleňují genetický materiál jiných organismů, jako jsou bakterie, houby nebo prvoci.

### Pohlavní rozmnožování, rekombinace a segregace

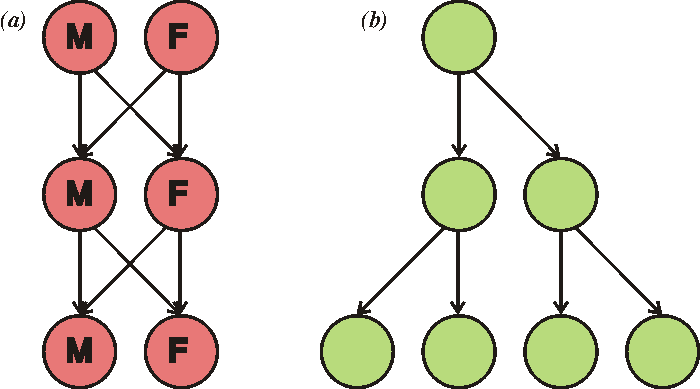
Schema dvojnásobné ceny samců

Pohlavní rozmnožování je vlastní drtivé většině eukaryotických mnohobuněčných organismů; odhady hovoří, že pouze jeden druh z tisíce se rozmnožuje partenogeneticky, anebo zcela asexuálně, bez vytváření pohlavních buněk. V evolučně-biologické literatuře je pohlavní rozmnožování nejčastěji definováno v podobě amfimixie: vznik pohlavních buněk redukčním dělením, spojeným s náhodnou segregací chromozomů, je následován splynutím těchto pohlavních buněk od zpravidla dvou jedinců stejného druhu. Následně vzniká zárodečná buňka s obnoveným počtem jaderných chromozomů. Pro první profázi meiotického (redukčního) dělení je typická genetická rekombinace, při níž dojde k narušení genové vazby a výměně genetického materiálu mezi homologními chromozomy. Rekombinace a segregace nemění alelické frekvence, ale přispívají ke vzniku dceřiných individuí s jinými kombinacemi alel.
Navzdory rozšířenosti pohlavního rozmnožování ve srovnání s čistou partenogenezí nemusí být jeho výhody na první pohled zřejmé. Individuum rozmnožující se amfimixií předává každému z potomků pouze polovinu své genetické informace. U druhů, kde dochází k pohlavní diferenciaci, se objevuje také efekt dvojnásobné ceny samců, protože potomky produkuje pouze jedno ze dvou pohlaví. Partenogenetické rozmnožování může mít i jiné výhody, např. nevyžaduje vyhledání pohlavního partnera či zmírňuje riziko parazitace a přenosu pohlavně přenosných chorob. Segregace a rekombinace během meiózy na jednu stranu vede k větší genetické rozmanitosti potomstva; z druhého pohledu tím ale dochází k rozpadu osvědčených kombinací alel.
Výhody pohlavního rozmnožování – jednoznačně evolučně stabilní strategie – se snaží objasnit velké množství hypotéz. Pohlavní rozmnožování umožňuje generovat nové genotypy (díky rekombinaci a segregaci) a udržovat polymorfismus v populacích. To jim zřejmě dává vyšší mikroevoluční plasticitu a schopnost lépe se přizpůsobit krátkodobým, často vratným změnám prostředí, či pouhé heterogenitě prostředí. Klasická hypotéza W. D. Hamiltona usuzuje, že pohlavní rozmnožování je důsledkem závodu ve zbrojení s rychle se vyvíjejícími parazity a patogeny (jeden z výsledků efektu Červené královny). Z jiných výhod pohlavní rozmnožování umožňuje zachovávat výhodnou diploiditu, může napomáhat reparaci mutací, pomáhá zastavit Mullerovu rohatku či umožňuje selekci ve prospěch dvou mutací. Některé hypotézy považují pohlavní rozmnožování za formu evoluční pasti, která nepřináší svým nositelům benefity, či dokonce jako projev sobeckého genu.
Na dlouhodobé selekční tlaky však pohlavně se rozmnožující druhy zřejmě reagují méně ochotně ve srovnání s druhy rozmnožujícími se nepohlavně. Tímto zjištěním se zaobírá Flegrova teorie zamrzlé plasticity (a následně tzv. zamrzlé evoluce, jež popisuje vliv zamrzlé plasticity na makroevoluční úrovni). Podle ní genetický polymorfismus udržovaný pohlavním rozmnožováním a vzájemná ustavená síť genových interakcí znemožňují populacím reagovat na selekční tlaky prostředí jako u organismů asexuálních, přirozený výběr přispívá pouze ke změnám v zastoupení již přítomné genetické variability. K výrazným anagenetickým změnám dochází podle Flegra jen bezprostředně po speciaci, když je polymorfismus nově vzniklého druhu výrazně redukován.

## Evoluční mechanismy

Zjednodušené schéma přirozeného výběru podle klasického neodarwinismu

Slovo „evoluce“ vychází z latinského „evolvere“, v překladu „rozvíjet“. Biologická evoluce označuje takový dlouhodobý, samovolný proces, během něhož dochází k rozrůzňování živých systémů z hlediska jejich diverzity (počtu druhů) i disparity (forem). Základem tohoto procesu je dědičná změna vlastností skupin organismů v průběhu generací. Schopnost podléhat biologické evoluci tedy v takovém případě závisí na dostatečné komplexitě daných prvků a vlastnostech umožňujících přirozený výběr: reprodukci, dědičnosti, proměnlivosti a konkurenci.
Biologická evoluce je typická tím, že je schopna produkovat účelné, adaptivní vlastnosti. Jejich původ však není cílený, evoluce tedy nikdy nejedná účelově. Názory, že vše se děje za určitým účelem, tzv. teleologie, či dokonce, že evoluce směřuje ke konkrétnímu, předem danému cíli, tzv. finalismus (příkladem je de Chardinův „bod Omega“), považuje současná věda za nesprávné. Dokonce i intuitivní pohled na biologickou evoluci jako na progresivní vývoj od jednodušších forem ke složitějším nemusí být zcela přesný, protože některé fylogeneticky mladé organismy mohou mít druhotně zjednodušenou tělesnou stavbu – typickým příkladem je sakulinizace u parazitických organismů. Progresivní vývojový trend prvotních forem života je přikládán jejich nízké komplexitě; další redukce jejich komplexity by vedla k zániku existence daných forem (efekt zdi). Drtivou většinu dnešních druhů stále tvoří mikroskopické prokaryotní organismy, které i přes svou malou velikost zahrnují asi polovinu světové biomasy.

### Přirozený výběr

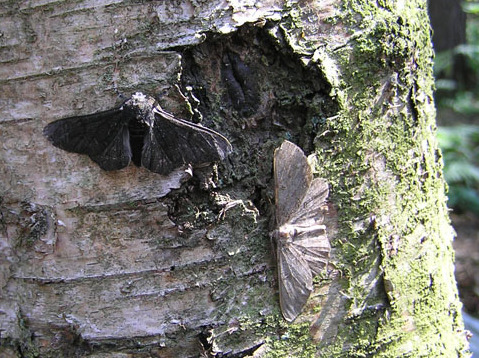
Motýl drsnokřídlec březový (Biston betularia) je učebnicový příklad přirozeného výběru. Melanická forma tohoto jinak světle zbarveného motýla začala převládat v Anglii na konci 19. století, což je dáváno do souvislosti s průmyslovou revolucí; znečišťování vedlo ke ztmavnutí stromové kůry a tím i k selekčnímu tlaku na můry

Přirozený, resp. přírodní výběr představuje klíčový pojem evoluční teorie a umožňuje mj. vysvětlit vznik adaptivních struktur. Princip přirozeného výběru lze charakterizovat jako proces nerovnoměrného předávání alel pocházejících od jednotlivých individuí do genofondu následujících generací prostřednictvím potomků. Vychází přitom z představy, že úspěšnost přežívání a reprodukce je ovlivněna geneticky podmíněnými rozdíly mezi genotypy, a že nejschopnější genotypy přispívají do genofondu populace více než genotypy méně schopné. Přirozený výběr nepůsobí pouze na úrovních jednotlivých individuí, ale i na úrovních nižších (alely), či vyšších. Na rozdíl od mnoha jiných, náhodných evolučních mechanismů však přirozený výběr vždy přímo závisí na vlastnostech příslušných alel a je tedy procesem deterministickým.
Schopnost předávat své geny do dalších generací je označována jako biologická zdatnost (fitness). Zdatnost jakožto obecně definovatelná vlastnost neexistuje, porovnat ji lze mezi dvěma jedinci pouze zpětně, a to podle množství potomků, které obě dvě individua po dostatečně velkém množství generací v populaci zanechala. Úroveň biologické zdatnosti navíc není fixní a úzce souvisí na okolních podmínkách: jedinec může mít v určitých podmínkách určitého stanoviště vysokou biologickou zdatnost, za jiných podmínek by však vyšší biologickou zdatnost mohla mít individua jiná. Někdy se rozlišují přímo jednotlivé komponenty biologické zdatnosti, jimiž nejčastěji bývá plodnost, životaschopnost a sexuální zdatnost, toto členění však může být ještě podrobnější. Zdatnost jedince nezávislá na zdatnosti ostatních jedinců v populaci je označována jako absolutní fitness, v opačném případě se hovoří o relativní fitness. Inkluzivní fitness pak představuje koncept, jenž bere do úvahy i reprodukční úspěch příbuzných daného jednotlivce.
Veškeré typy selekce mohou probíhat buďto ve formě tvrdé, anebo měkké. Tvrdý výběr z populace eliminuje jedince, kteří nedosahují určité hodnoty tzv. kritického biologického parametru, tedy například všechny jedince o hmotnosti nepřesahující 10 kg. Měkký výběr naproti tomu pracuje s relativními hodnotami kritického parametru, a v příkladu s tělesnou hmotností proto vždy eliminuje například určité procento nejlehčích jedinců. Zatímco z vlivu tvrdé selekce se může populace vymanit překročením oné kritické hodnoty u všech jedinců, měkká selekce zůstává mechanismem konstantním.

Tři typy selekce: usměrňující, stabilizující, disruptivní (A: původní populace; B: populace po působení selekce)

Selekci lze dále členit podle vlivu na sledovaný znak. Usměrňující výběr vede ke zvýšení, anebo snížení střední hodnoty tohoto znaku, upřednostňovány tedy jsou extrémní hodnoty určitého fenotypu z jedné či druhé strany spektra, vůči kterým v průběhu času tento typ selekce usměrňuje frekvenci alel. Příkladem usměrňujícího výběru může být aplikace Bergmannova pravidla, které tvrdí, že teplokrevní živočichové dosahují v teplejších oblastech menších rozměrů ve srovnání s příbuznými druhy z chladnějších regionů. Stabilizující výběr naproti tomu zvýhodňuje jedince se středními hodnotami znaku. Typickým příkladem může být porodní hmotnost u lidí. Děti, které při narození váží mnohem méně nebo mnohem více, než je průměr, mají nižší šanci na přežití.
Přirozený výběr může v populacích podporovat i polymorfismus. Taková selekce se označuje jako balancující, ačkoli může mít být poháněna vícero různými mechanismy. Pokud dochází k selekci, která eliminuje průměrné hodnoty dané vlastnosti, označuje se tento výběr jako disruptivní. K této situaci dochází především tehdy, když příslušníci stejného druhu využívají v určitém prostředí dvě odlišné životní strategie. Selekce ve prospěch heterozygotů se v populacích udržuje zase tehdy, pokud heterozygotní jedinec dosahuje větší biologické zdatnosti ve srovnání s homozygoty. Učebnicovým příkladem selekce ve prospěch heterozygotů je problematika srpkovité anémie, jejímž původcem je mutace genu pro hemoglobin, která vede k záměně jedné aminokyseliny ve výsledném proteinovém řetězci. Tato mutantní alela S je letální v homozygotním genotypu (kombinace SS), nicméně v populaci je přesto udržována, protože heterozygoti s jednou alelou normální a jednou mutovanou (AS) jsou zase rezistentní vůči onemocnění malárií ve srovnání s homozygoty se dvěma normálními alelami (AA).
Biologická zdatnost určitého genotypu rovněž může být závislá na frekvencích genotypů jiných. Pokud alela zvyšuje biologickou zdatnost pouze v případě, není-li v populaci široce rozšířena, jde o selekci negativně závislou na frekvenci. Zajímavý, ač spekulativní příklad tohoto mechanismu může představovat například africká cichlida rodu Perissodus, jež okusuje šupiny jiným druhům ryb, díky čemuž se jí rozvinul asymetrický ústní otvor. Frekvence levoústých a pravoústých cichlid v pravidelných intervalech oscilují, což bylo dáváno do souvislosti právě s tímto typem selekce (ryby se vždy adaptují vůči predaci od hojnějšího typu cichlid, takže cichlidy s méně obvyklým ústním otvorem mohou nabýt selekční výhody). Na molekulární úrovni lze podobný princip negativní zpětné vazby pozorovat u polymorfismu genů hlavního histokompatibilního komplexu imunitního systému: pokud se rozšíří jedna alela, začne být zvýhodňován méně rozšířený patogen, což zase vede ke zvýhodňování vzácnějších alel.

#### Genetický draft
Genetický draft, jinak též evoluční svezení se (hitchhiking), označuje posun ve frekvenci alel, jenž probíhá, pokud dochází působením přírodního výběru k selekci alely v určitém lokusu, čímž však tato selekce nepřímo působí i na odlišnou alelu v jiném lokusu, jenž je s prvním lokusem ve vazebné nerovnováze. Alely, které neovlivňují biologickou zdatnost svého nositele, se tedy mohou prostřednictvím genetického draftu metaforicky „svézt“ s alelou selekčně výhodnou. Souběžně s tím dochází k odstraňování genetického polymorfismu z populace. U pohlavně se rozmnožujících organismů bývají účinky genetického draftu omezené, týkají se především genů v silné genové vazbě, případně v oblastech pohlavních chromozomů, jež nepodléhají rekombinaci. U organismů rozmnožujících se nepohlavně mohou být účinky draftu naopak velmi výrazné, protože všechny geny daného individua tvoří absolutní genovou vazbu. V takovém případě se hovoří o tzv. selekčním vymetení (selective sweep): pokud fixace výhodné alely proběhne dostatečně rychle, draftem ostatních alel může dojít dočasně k uniformitě celého genofondu.

### Pohlavní výběr

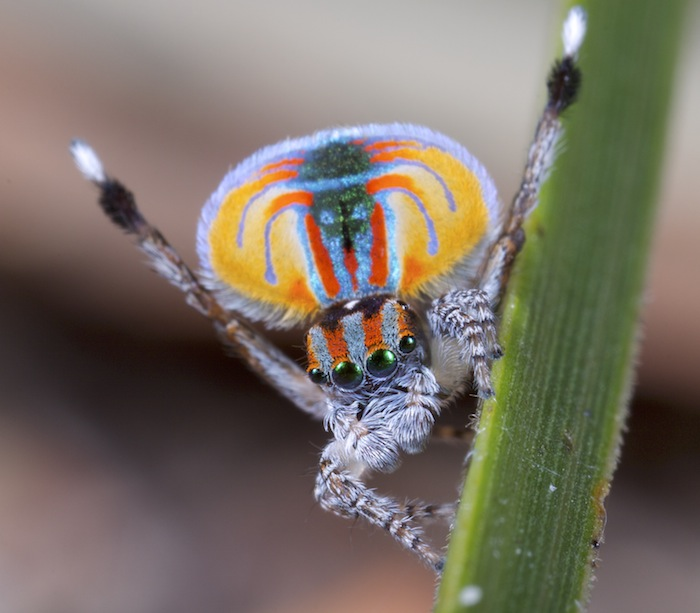
Samci skákavek rodu Maratus využívají pestrého zadečku a pohybových kreací k upoutání samic

Pohlavní výběr (sexuální selekce) představuje evoluční faktor působící na pohlavně se rozmnožující organismy, a to na základě kompetice příslušníků jednoho pohlaví o vhodné sexuální partnery. Zatímco pro „klasický“ přírodní výběr jsou klíčovými komponenty biologické zdatnosti životaschopnost a plodnost, pohlavní výběr selektuje jedince na základě jejich sexuální zdatnosti, tj. schopnosti získat sexuálního partnera efektivněji než jeho konkurenti, například dříve, anebo partnera o vyšší biologické zdatnosti. Sexuální selekce může působit velmi intenzivně měrou, dokonce vyšší než v případě přírodního výběru. Směr i intenzita pohlavního výběru se zároveň v případě pohlaví různí, což vede ke vzniku druhotných pohlavních znaků a s nimi i výrazné pohlavní dvojtvárnosti. Mnohé extrémní (tzv. excesivní) struktury či vzorce chování vzniknuvší vlivem pohlavního výběru mohou dokonce snižovat životaschopnost daných jedinců. U některých druhů proto dochází k expresi podobných znaků teprve s nástupem období rozmnožování.
Pohlavní výběr častěji a intenzivněji působí na samce než na samice; obecně platí, že samci jsou mezi sebou v kompetici, zatímco samice bývají ohledně sexuálních partnerů vybíravější. Tento fenomén vysvětluje Batemanův princip. Počet potomků zplozených samcem se totiž může konstantně zvyšovat pouze na základě počtu různých samic, s nimiž se spářil, a limitujícím faktorem pro samce je tedy počet samic v populaci. Pro samici naproti tomu představuje limitující faktor počet vajíček; ta mohou být kompletně oplozena již při jednom páření. Výrazný vliv pohlavního výběru lze pozorovat také v případě druhů s nerovnoměrnou rodičovskou péčí; pohlaví s vyššími investicemi bývá v takovém případě z valné většiny opět to samičí, výjimečně však samčí (například u mořských koníčků z čeledi jehlovití).
Samčí kompetice může probíhat přímo, typicky například ve formě vzájemných soubojů. Ty většinou nabývají ritualizované podoby, ačkoli u některých druhů mohou skončit i smrtí jednoho, či vzácně obou soků. Mladí nebo fyzicky méně zdatní samci, kteří v takovém případě nemají šanci uspět, využívají odlišných rozmnožovacích strategií; pokoušejí se například proniknout do přítomnosti samic a nenápadně se s nimi spářit. Nepřímá samčí kompetice může spočívat ve snaze zabránit samicím v dalším páření (lze jmenovat jejich hlídání, či vytváření tzv. kopulačních zátek), v zabíjení mláďat cizích samců (příma infanticida či vyvolání abortu u samic, např. efekt Bruceové) či v pouhé produkci většího objemu ejakulátu. Druhy rozmnožující se ve vysoce konkurenčním, polygamním prostředí mívají proto mnohem větší varlata ve srovnání s druhy monogamními, či žijícími v jednosamcových skupinách. Jmenovat lze například markantní rozdíly ve velikostech varlat šimpanzů a goril, anebo velikost varlat některých létavkovitých, přesahujících až 5 % tělesné hmotnosti dospělé žáby.

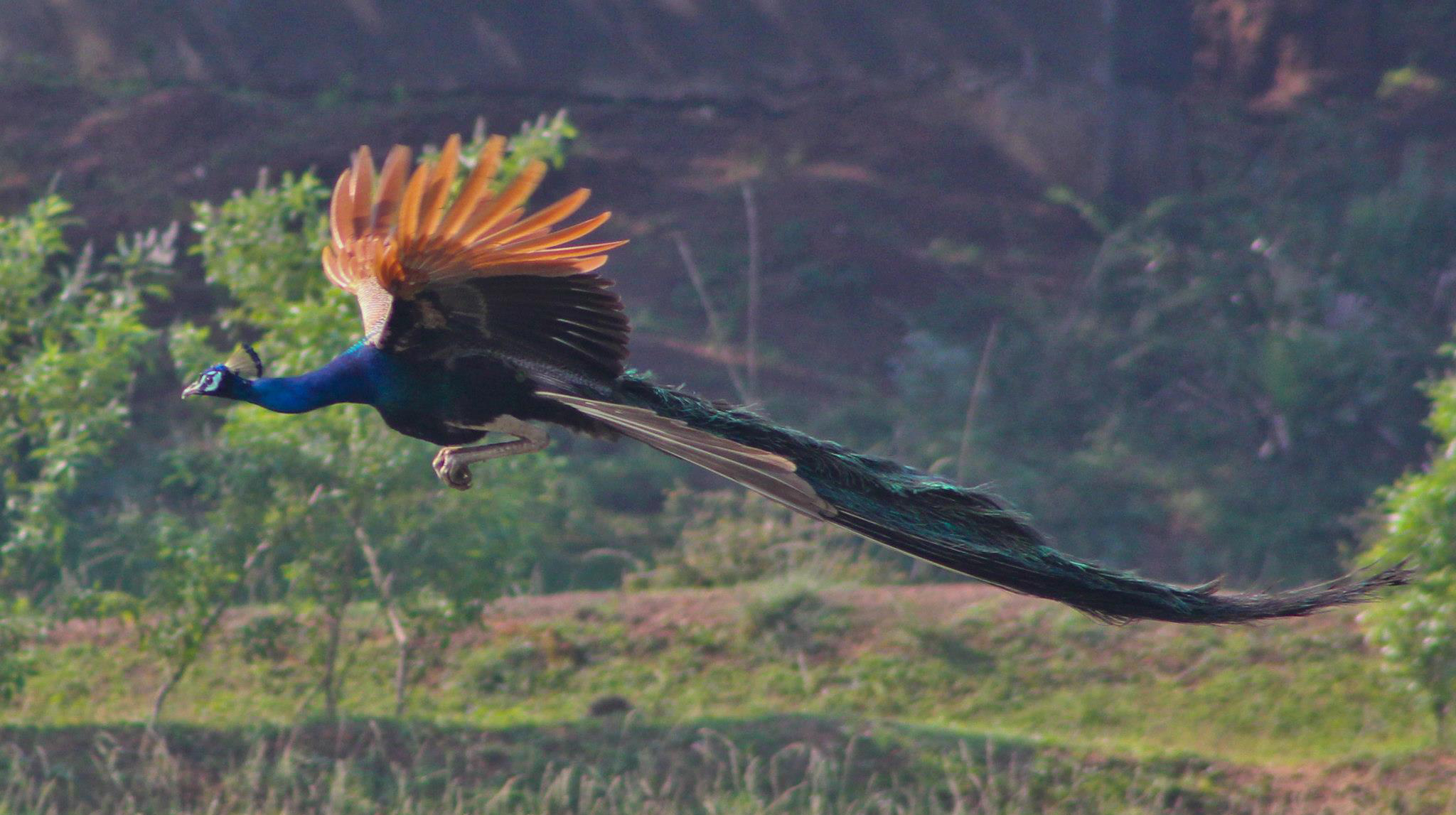
Dlouhá pera (jako v případě páva) mohou představovat formu handicapu

Samičí výběr může naopak upřednostňovat prakticky nekonečnou paletu struktur a vzorců chování. Původ těchto samičích preferencí a jejich šíření v populaci vysvětluje řada hypotéz. Jeden z klasických Fisherových modelů předpokládá, že gen pro preferenci určitého znaku se šíří populací souběžně s geny pro preferovaný znak; potomci tyto preference dědí z mateřské i otcovské strany. Selekce následně vede k postupné akceleraci jak preference daného znaku, tak k postupnému rozvoji znaku samotného. Takový výběr může probíhat prakticky neřízeně, dokud je to z hlediska přírodního výběru únosné.
Samotné preference mohou vznikat z rozličných důvodů. Patří sem například smyslový tah. Rudé zbarvení mnohých šatovníků je kupříkladu dáváno do souvislosti s podobnou barvou květů havajských stromů rodu Metrosideros, které představují oblíbený zdroj potravy těchto ptáků. Pokud samice preferují určitý znak ještě než se u samců skutečně objeví, hovoří se o senzorické úchylce (sensory bias). Znaky, jichž si samice při posuzování samců všímají, mohou demonstrovat vysokou genetickou kvalitu svých nositelů, případně jejich dobrý zdravotní stav. Aby však druhotné pohlavní znaky mohly plnit funkci věrohodných indikátorů kvality samců, musí být jejich exprese nákladná – tak si je budou moci dovolit pouze ti nejzdatnější z nich. Touto problematikou, tj. principem handicapů, se zabýval izraelský biolog Amotz Zahavi. Ukazuje se, že i samotný účinek hormonu testosteronu je částečně handicapový, protože snižuje úroveň imunitní reakce organismu.
Pohlavní výběr se týká většinou živočichů, ale neomezuje se pouze na ně. U rostlin se objevuje například kompetice ze strany rychlosti růstu pylových láček a samičí výběr ze strany mateřské rostliny. Pohlavní výběr cílí rovněž na opylovače; zde se navíc mísí souběžně s mezidruhovou kompeticí, protože většina opylovačů se nesoustředí pouze na květy jednoho druhu rostlin.

#### Sexuální konflikty

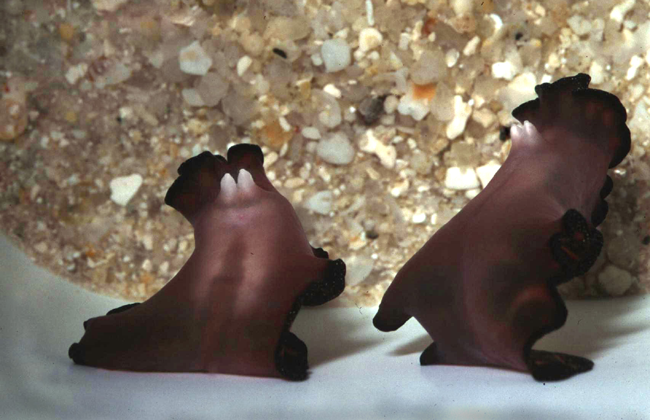
Rozmnožovací chování ploštěnek rodu Pseudobiceros

Sexuální konflikty označují takovou situaci, kdy znak, který pozitivně ovlivňuje reprodukční úspěch jednoho pohlaví, může snížit zdatnost pohlaví druhého. Rozmnožování totiž nemusí představovat pouze akt spolupráce mezi pohlavími, na samce a samice naopak mohou působit protichůdné selekční tlaky. Pokud některé alely zvyšují biologickou zdatnost samic a jiné biologickou zdatnost samců, dochází ke konfliktu reprodukčních zájmů a tedy i určité formě evolučních závodů ve zbrojení.
Sexuální konflikty lze ukázkově popsat u živočichů, jejichž potomci se vyvíjejí v těle matky: zatímco otcovské geny tlačí zárodek k tomu, aby získával co nejvíce mateřských živin (např. na úkor sourozenců, které mohl zplodit jiný samec), matka se je naopak snaží spravedlivě přerozdělovat. Rozličné příklady lze uvést i mimo tuto sféru: například preferovaná délka amplexu, typického rozmnožovacího chování žab, jež však omezuje jejich pohyblivost a přístup k potravě, je u samců i samic odlišná. Sexuální konflikty se zároveň nerozvíjejí pouze u druhů s diferencovaným pohlavím, ale i u hermafroditů, protože je z pohledu biologické zdatnosti výhodnější být dárcem spermatu než jeho příjemcem. Například u ploštěnek rodu Pseudobiceros se tak objevuje propracované rozmnožovací chování zvané „šermování penisy“ („penis fencing“), kdy se zápasící ploštěnky snaží oplodnit svého soka a samy nebýt oplodněny.

### Selekce na vyšších úrovních
Přirozený výběr může působit i na vyšší biologické jednotky, než je jedinec. Zřejmě nejvýznamnějšími koncepty z tohoto hlediska zůstává příbuzenský, skupinový a druhový výběr, jejichž existence a biologická role zůstává předmětem diskusí. Druhový výběr je oproti výběru příbuzenskému a skupinovému makroevolučním fenoménem. 

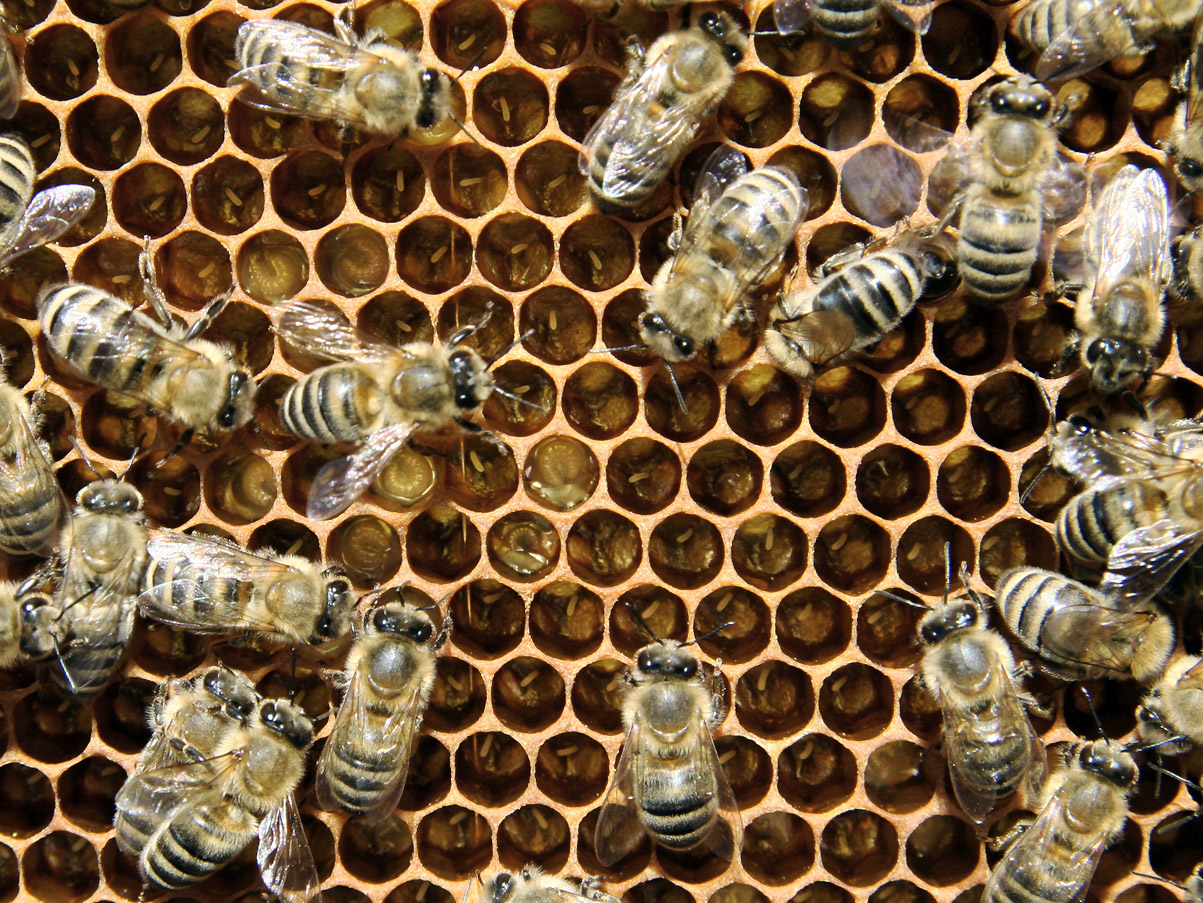
Rozmnožovací systém blanokřídlého hmyzu, jako jsou včely, lze vysvětlit prostřednictvím příbuzenské selekce

Problematika příbuzenské selekce, vysvětlující mimo jiné altruistické chování, sahá až k Charlesi Darwinovi a její ranou matematiku vytyčili ve 30. letech 20. století někteří neodarwinisté. Koncept v 60. letech 20. století podrobněji rozpracovali a zpopularizovali George Price, John Maynard Smith a W. D. Hamilton. Princip příbuzenské selekce úzce souvisí s termínem inkluzivní fitness, jenž zohledňuje nejen reprodukční zdatnost dotyčného individua, ale i jeho příbuzných, kteří sdílejí velké množství shodných alel. Koncept příbuzenského výběru mj. umožnil vysvětlit původ eusociality blanokřídlého hmyzu, jako jsou mravenci, v rámci nichž se rozmnožují pouze určité kasty. Spíše teoretickým modelem zůstává efekt zelenovouse, kdy se altruismus nerozvíjí následkem pouhé pravděpodobnosti sdílení shodných alel, ale podobná alela je exprimovaná do nějakého výrazného fenotypového znaku („zelené vousy“), který nositelé stejné alely rozpoznávají a projevují pak altruismus výhradně vůči nositelům tohoto znaku. Některé takové „zelenovousé“ alely byly skutečně popsány i u reálných organismů. Například ve vícečetných koloniích mravence Solenopsis invicta se množí pouze královny nesoucí heterozygotní kombinaci Bb genu Gp-9, protože heterozygotní dělnice rozpoznávají a zabíjejí královny, které nenesou alelu b (kombinace alel bb je letální).
Skupinový výběr preferuje takové vlastnosti jednotlivců, které jsou výhodné pro sociální skupiny, v rámci nichž tito jednotlivci žijí. Samotným individuím nemusí takové vlastnosti přinášet výhodu, či jim dokonce mohou škodit. Příkladem může být varování ostatních členů skupiny před predátory. Koncept skupinové selekce je však mezi evolučními biology kontroverzní. Altruističtí jedinci by totiž měli ve skupině jinak sobeckých jedinců nižší biologickou zdatnost; a naopak sobecký mutant („podvodník“) by rychle začal převládat v populaci altruistů. Mnohé ze zdánlivě altruistických činů lze navíc vysvětlit přímo individuální selekcí. Například zmíněný jedinec varující zbytek skupiny před predátory může takovým aktem demonstrovat svou sílu a zdatnost jak vůči danému predátorovi, tak vůči dané skupině; zvyšuje svou fitness prostřednictvím handicapu.

### Genetický drift

Graf genetického driftu u třech různě velkých populací. U populací o nejmenším počtu jedinců drift působí nejvyšší měrou

Genetický drift, jinak též náhodný genetický posun, označuje změnu ve frekvencích jednotlivých alel v genofondu určité populace, jež je pouze výsledkem náhodných fluktuací. Genetický drift platí za nejznámější a zřejmě i nejvýznamnější stochastický mechanismus, jenž se uplatňuje v biologické evoluci, může působit dokonce výraznější mírou než přirozený výběr. Princip genetického driftu je založen na tom, že reálné populace jsou co do počtu jedinců shora omezené. Protože se do následujících generací předává pouze určité množství zygot, nepostihující všechny statisticky možné kombinace, mezi generacemi kolísá zastoupení jednotlivých alel. V početně omezených populacích nakonec drift jednu alelu fixuje; tato alela tedy dosáhne stoprocentního zastoupení v populaci, aniž by však musela být selektována přirozeným výběrem.
Pravděpodobnost fixace určité neutrální alely důsledkem driftu se rovná její okamžité četnosti v dané populaci. Významným faktorem, jenž určuje rychlost a sílu posunu, je hodnota takzvané efektivní velikosti populace (Ne). Čím je Ne menší, tím se genetický drift projevuje výrazněji. V praxi dochází k nejvýraznějšímu genetickému posunu u velmi malých populací. Jedním z typických příkladů je tzv. efekt zakladatele, který označuje situaci, kdy nepočetná skupina jedinců z mateřské populace založí novou, izolovanou populaci, která je zastoupena pouze omezeným vzorkem původních alel. Náhodné fixace prostřednictvím driftu v takovém případě působí velmi účinně. Podobným příkladem je efekt hrdla lahve, o němž se hovoří, pokud z nějakého důvodu dojde k výrazné redukci původně početné populace. I když se může následně populace obnovit na původní čísla, řada alel již zůstane ztracena.
Účinek genetického driftu na populace je dvojí: snižuje variabilitu v rámci jednotlivých populací, tím však může vést k jejich současným divergencím, protože se v nich mohou různit frekvence jednotlivých alel, či fixovat alely odlišné. V celkové populaci může důsledkem těchto fixací klesat počet heterozygotů, a tím dojde k zneplatnění Hardyho-Weinbergovy rovnováhy (projeví se tzv. Wahlundův efekt). V praxi účinky genetického driftu může výrazně narušovat genový tok prostřednictvím migrujících jedinců.
Na principu genetického driftu stála i teorie neutrální evoluce Japonce Motoa Kimury; Kimura tvrdil, že většina evolučních změn na molekulární úrovni probíhá právě důsledkem náhodné fixace neutrálních mutací, minoritně pak vlivem přirozeného výběru. V současnosti je uznávána spíše modifikovaná teorie téměř neutrální evoluce, která tvrdí, že velká část mutací je selekčně neutrální v malých a středně velkých populacích. V populacích velkých nabývají tyto mutace selekčního významu, většinou se ukážou býti mírně negativními.

### Evoluční tahy

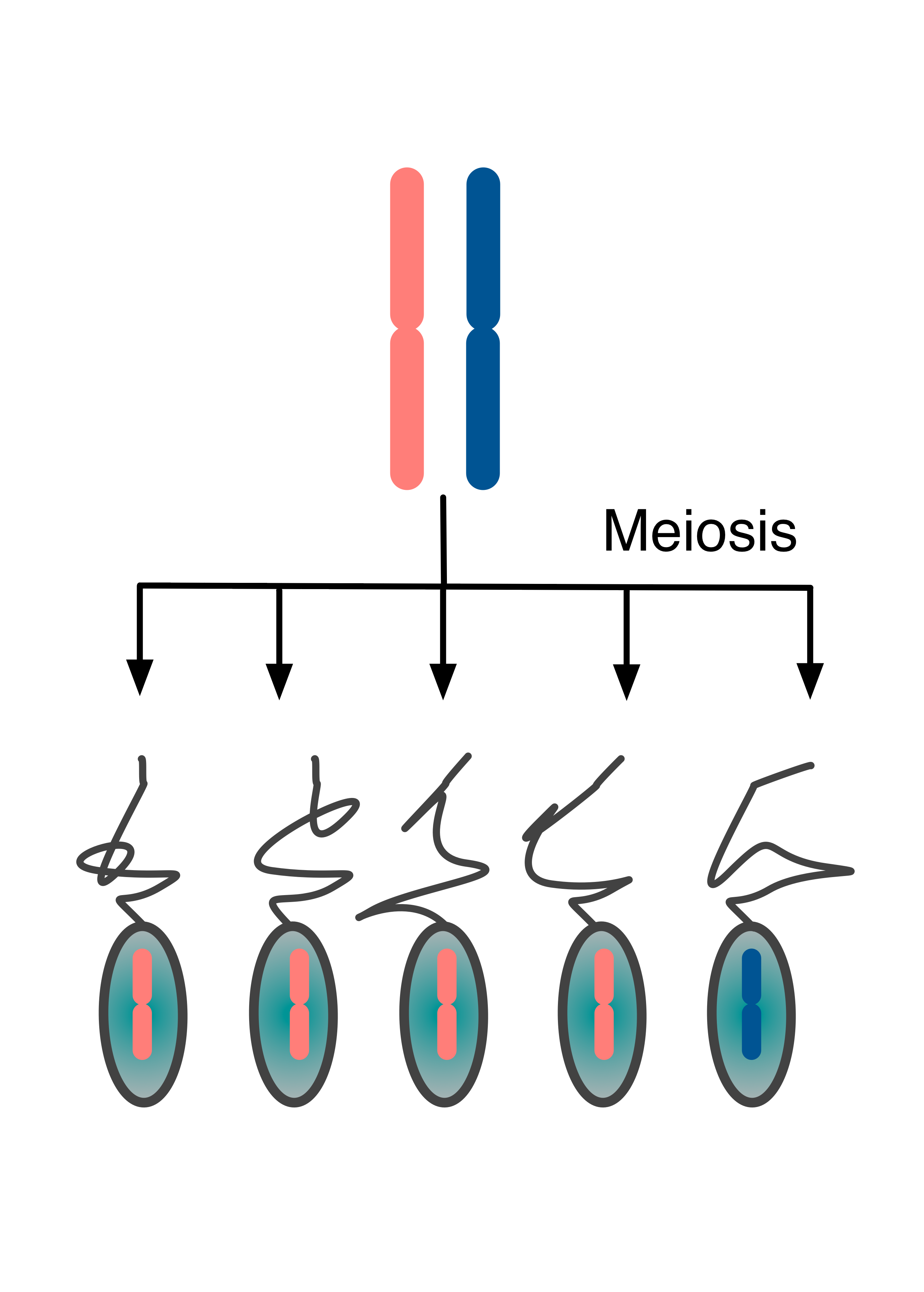
Jednoduché schema segregačního zkreslení procesem meiotického tahu

Evoluční tahy označují evoluční mechanismy, které jsou poháněny fyzikálně-chemickými pochody, jež ovlivňují chování nukleových kyselin, shromažďujících genetickou informaci organismů, jakož i procesy, které jsou s nimi spojené. Rozlišovány jsou čtyři typy evolučních tahů: tah mutační, reparační, molekulární a meiotický.
Mutační tah označuje proces přednostního vzniku určitých mutací v určitých pozicích nukleotidového řetězce. Mutace se totiž pokládají za náhodné pouze z hlediska toho, jak působí na fenotyp organismu, jejich druh a frekvence vzniku však ovlivňuje množství faktorů, jako je přítomnost určitých nukleotidů či jejich sekvencí, způsob replikace nukleotidového řetězce aj. Termín reparační tah byl vyčleněn pro takové mutace, které vznikají v průběhu reparačních procesů. Jde o velmi podobný a úzce provázaný fenomén jako tah mutační, reparační tah však bývá více či méně ovlivňován i ze strany přirozeného výběru a často působí jako antagonista tahu mutačního.
Molekulární tah zahrnuje procesy zodpovědné za šíření úseků repetitivní DNA v genomu či genofondu populace. U eukaryotních organismů se z tohoto pohledu často hovoří o tzv. sobecké DNA, což je taková genetická informace, která nemá zřejmě žádný funkční význam, jde například o dlouhé úseky jednoho nukleotidu. Svému nositeli tyto sekvence pravděpodobně nepřinášejí žádné výhody, naopak mohou působit škodlivě; vyžadují minimálně nadbytečné syntetizování daných nukleotidů. Od genetického driftu se molekulární tah liší zejména tím, že jím vyvolané posuny frekvence alel nejsou náhodné co do svého směru; od selekce molekulární tah odlišuje, že jím fixované alely nemusí být pro svého nositele výhodné, jejich fixace je pouze důsledkem toho, že se na úrovni DNA účinněji zmnožují. Za klíčový prvek molekulárního tahu se považuje to, že může postihnout současně mnoho jedinců v populaci; tento proces je pak nazýván synchronizovanou evolucí.
Meiotický tah nastává, pokud dojde k narušení segregace alel do pohlavních buněk. Segregace v drtivé většině případů probíhá náhodně, každá alela má stejnou pravděpodobnost, že obsadí pohlavní buňku. Některé alely však tuto pravděpodobnost dokáží vychýlit a navodit tzv. segregační zkreslení. Tyto geny nesou označení ultrasobecké, geny-psanci nebo sebeprosazující se elementy. Ultrasobecké alely se mnohdy šíří populací navzdory tomu, že mohou snižovat biologickou zdatnost svých nositelů. V případě samců mohou takové alely například likvidovat pohlavní buňky s alelou konkurenční, čímž snižují plodnost samce, ale samy se s vyšší pravděpodobností dostanou do dalších generací. U samic nemusí být vliv sebeprosazujících elementů takto radikální a k šíření může docházet například tím způsobem, že alela přednostně pronikne do vaječné buňky a nikoli do některého z polárních tělísek, která při tvorbě samičích gamet vznikají jako „vedlejší produkt“. Jiné elementy se mohou snažit nadměrně replikovat mimo buněčné jádro. Právě negativní vliv ultrasobeckých genů je dáván do souvislosti se vznikem „ochranných“ procesů, jako je dvoustupňové meiotické dělení doplněné rekombinací nebo anizogamie.

### Genový tok

Hypotetický příklad toku alel mezi populacemi A a B. Genový tok působí proti přirozenému výběru, a především vůči genetickému driftu

Genový tok označuje pohyb genů do populace nebo z populace. Může být zprostředkován migrujícími jedinci, případně i přesunem pohlavních buněk (například pyl větrosnubných rostlin). Termín migrace vymezuje, jak je vzdáleno místo, kde vznikl určitý jedinec, od místa, kde vzniknou jeho potomci; nemusí se překrývat se samotnou pohyblivostí jedinců neboli vigilitou. Genový tok může probíhat v rámci celé populace druhu, tzv. metapopulace, ačkoli v praxi se mezi sebou rozmnožují s největší pravděpodobností pouze určité subpopulace, tzv. demy. Existence klidových stádii, jako jsou spory, pak umožňuje i genový tok v čase, mezi jednotlivými generacemi.
Genový tok působí proti potenciálu přirozeného výběru a genetického driftu divergovat populace; pokud by nebyl vystaven působení těchto antagonistických jevů, vedl by ke genetické homogenitě mezi demy v rámci metapopulace. Podle modelu S. Wrighta neutralizuje vliv genetického driftu výměna pouhých 1 až 2 migrantů mezi dílčími subpopulacemi. Tato hodnota není ovlivněna velikostí příslušných subpopulací: do velké populace sice přenesou migranti vůči počtu jedinců málo alel, drift zde však probíhá úměrně pomaleji. K neutralizaci divergence prostřednictvím přirozeného výběru je zapotřebí podstatně většího množství migrantů, navzdory tomu však genový tok může skutečně omezovat schopnost populací adaptovat se na místní podmínky. Situace, kdy je vliv migrace a genového toku silnější než vliv selekce, se označuje jako gene swamping („genová záplava“).
Vyjma vnitrodruhového genového toku se objevuje i genový tok mezidruhový, zprostředkovaný horizontálním přenosem genetické informace (především u jednobuněčných), či hybridizací. Biologická zdatnost hybridů bývá oproti rodičovským druhům sice snížena, některé z genů se však mohou v rámci genofondu přesto uchytit. Takový proces se nazývá introgresivní hybridizace.

## Mikroevoluce, makroevoluce a speciace: evoluční důsledky
Evoluci lze obecně dělit na mikroevoluci a makroevoluci. Mikroevoluce označuje evoluční změny, jež probíhají především na úrovni populací jednoho druhu, zatímco makroevoluce označuje evoluční pochody probíhající na naddruhové úrovni. Podle některých názorů je makroevoluce pouhou mikroevolucí, jež je ohraničena delším časovým rámcem, v průběhu kterého na příslušné organismy působí. Problematika makroevoluce je však komplexnější a zahrnuje v sobě řadu specifických fenoménů, které se objevují při rozrůzňování druhů v průběhu času.
Například pro označení makroevolučního fenoménu, který z druhů či vyšších taxonů bude s větší pravděpodobností odštěpovat dceřiné taxony a s menší pravděpodobnosti podléhat extinkci, se používá samostatného názvu druhový výběr. Takové taxony budou z dlouhodobého hlediska evolučně úspěšnější. Druhový výběr se – na rozdíl od výběru přirozeného – nepodílí na vzniku adaptivních znaků, ovlivňuje však disparitu organismů. Význam pro makroevoluci nabývá rovněž studium rychlosti a tempa evolučních změn; např. slavná teorie přerušovaných rovnováh poukázala na možný nespojitý charakter evoluce. Otevřený zůstává také výzkum a identifikace evolučních trendů, tedy určitých vzorců, které se objevují v průběhu celé evoluční historie života. K makroevoluci lze zařadit také problematiku extinkce, zániku příslušného biologického druhu či vícera druhů.

### Adaptace

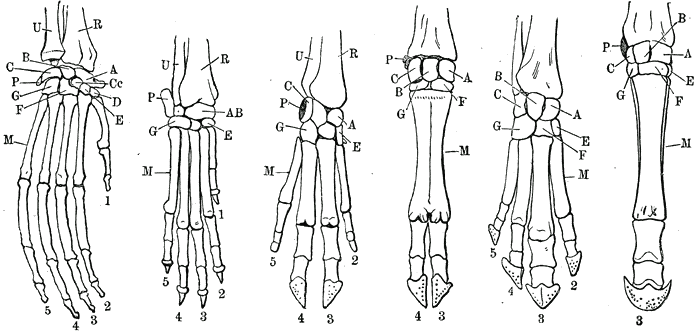
Homologická stavba předních končetin různých druhů savců

Adaptace představuje jeden z klíčových pojmů biologie. Jde o evoluční proces poháněný přirozeným výběrem, během něhož se hromadí dědičné varianty nejpříznivější pro přežití a reprodukci organismů, zatímco méně výhodné formy zanikají; dochází tak ke vzniku adaptivních vlastností. Za adaptivní vlastnost se obvykle chápe odvozený znak, jenž individuu poskytuje vyšší biologickou zdatnost než znak jeho předka. Znaky, které dva nebo více druhů zdědily od společného evolučního předka, se označují jako homologní. Adaptivní procesy vedou k tomu, že se homologní znaky rozrůzňují a modifikují tak, aby mohly vykonávat různé funkce. Příkladem může být stavba předních končetin různých druhů savců, jež jsou si svou obecnou stavbou a počtem kostí podobné, ale v závislosti na druhu u nich došlo k výrazným změnám (Darwinův „descent with modification“).
Podobné selekční tlaky mohou vést k tomu, že se u jednotlivých organismů mohou vyvíjet obdobné formy znaků. Takovou evoluci lze dělit na paralelní a konvergentní. Při paralelismu dochází ke vzniku obdobného znaku ve dvou nezávislých vývojových větvích, ale odvozením od shodné původní formy. Při konvergenci pak vznikají obdobné znaky dokonce z odlišných původních forem. Jmenovat lze například podobnost lebky vyhynulého vakovlka tasmánského s lebkami některých psovitých šelem. V důsledku podobného životního stylu vypadají u obou živočichů na první pohled shodně, ačkoli vakovlk je psovitým šelmám v rámci třídy savců značně fylogeneticky vzdálen. Protože jsou si však všechny živé organismy do určité míry příbuzné, i orgány, které na první pohled sdílejí malou až žádnou strukturální podobnost, jako jsou oči členovců, hlavonožců a obratlovců, mohou záviset na společném souboru homologních genů. Tento fenomén se někdy označuje jako hluboce sdílená homologie (deep homology).

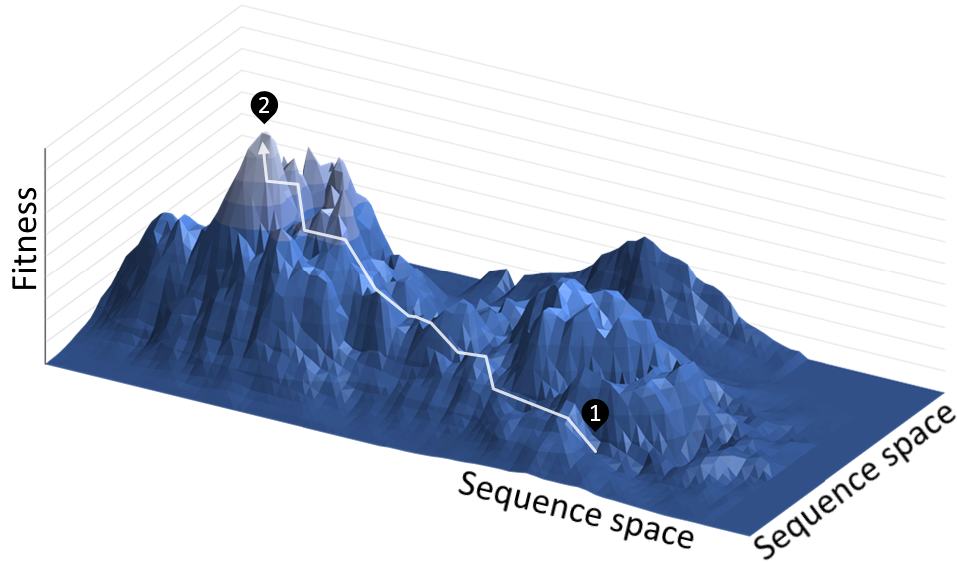
Jednoduchý příklad adaptivní krajiny

Adaptivní vlastnosti vznikají většinou postupně, přičemž každý přechodný článek by měl mít biologickou zdatnost alespoň shodnou a ideálně vyšší ve srovnání s předchozí formou. Tento princip v redukované a zjednodušené podobě demonstruje Wrightův model adaptivní krajiny. Jde o metaforu evoluce, v rámci níž jsou adaptace organismů připodobňovány k cestě na jednotlivé vrcholy. Ve většině případů je možná pouze cesta, jež končí výstupem na jediný adaptivní vrchol. I kdyby byl sousední vrchol vyšší, cesta na něj je většinou vyloučena, protože by vyžadovala návrat do údolí, tedy směrem k nižší biologické zdatnosti.
Rozeznání adaptací však není natolik triviální, jak se může na první pohled zdát. Víra, že prakticky všechny vlastnosti živých organismů představují účelné adaptace, se označuje jako panadaptacionismus či pejorativněji panglosismus. Tyto pohledy současná věda považuje za nesprávné. Zdánlivě adaptivní znaky mohou být ve skutečnosti přímým následkem fyzikálních či chemických zákonitostí (například rudé zbarvení hemoglobinu). Na fixaci některých znaků se také nemusí podílet přirozený výběr, ale například genetický drift; takové znaky tedy nemohou být už z definice adaptivními. V důsledku pleiotropních účinků genů anebo genové vazby se některé studované znaky taktéž mohou fixovat nikoli proto, že by přinášely svým nositelům adaptivní výhodu, ale proto, že jsou přímo ovlivněny výhodností některých jiných, tentokrát již adaptivních vlastností. Konečně, evoluční adaptaci je také nutné odlišovat od běžného chápání termínu adaptace v prosté řeči. Adaptace z evolučního pohledu vždy představuje určitou účelnou evoluční změnu, nikoli aklimatizování se okolním podmínkám.

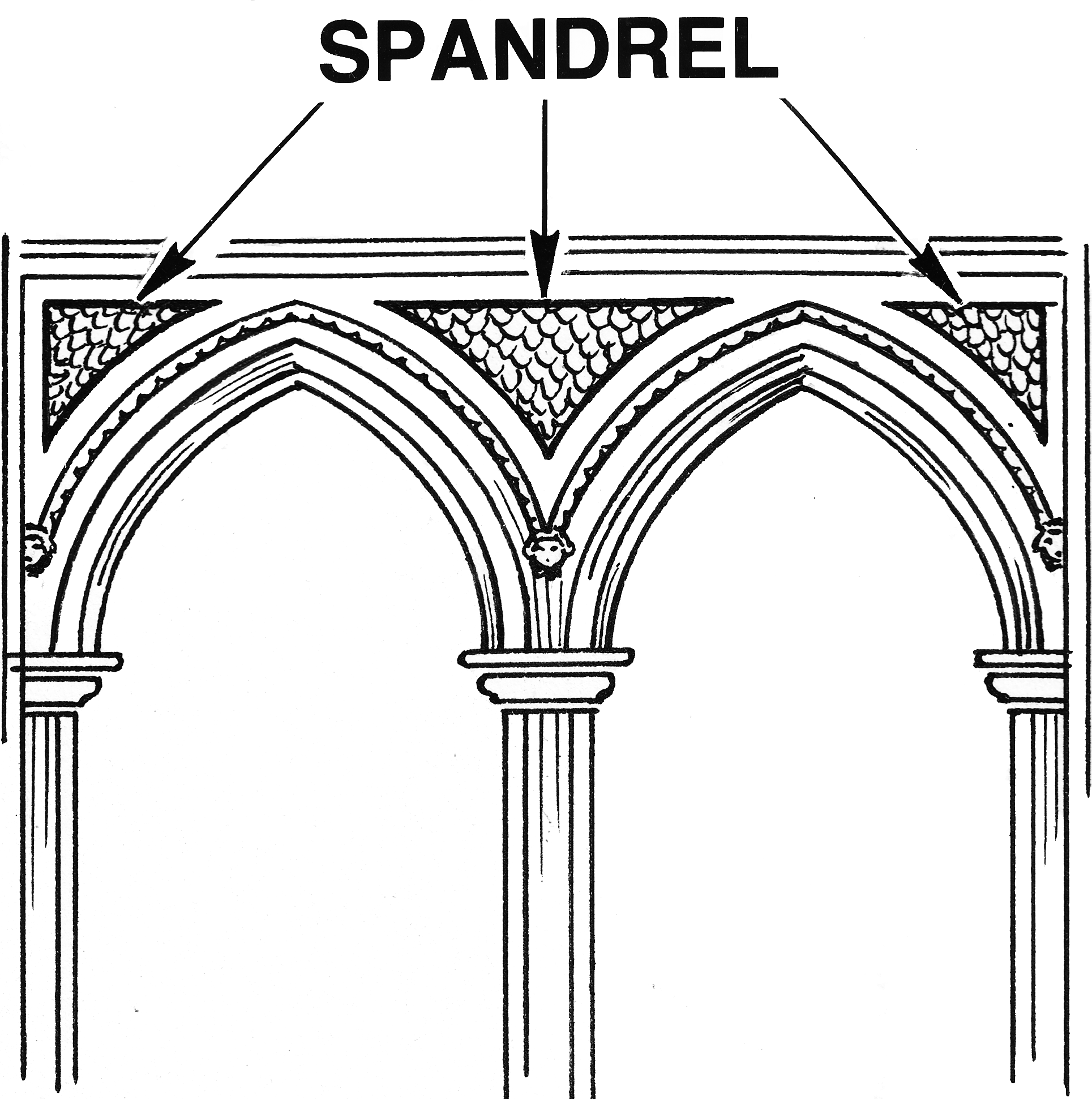
Spandrely jsou obloukové klíny, které vznikají v rozích místnosti, kde je třeba napojit polokulovitou klenbu na čtyřstěnný základ. Původně architektonická nutnost se může stát z evolučního pohledu exaptací, pokud je dovedně pomalována, a tvoří tak výzdobu interiéru

Některé struktury se zároveň nemusely vyvinout pro plnění funkcí, které zastávají v současnosti, anebo dokonce historicky postrádaly jakoukoli adaptivní hodnotu. Například již Charles Darwin si povšimnul, že přítomnost lebečních švů u savčích mláďat usnadňuje porod, ale protože se podobné švy vyskytují i na lebkách mláďat ptáků a plazů, pohled na lebeční švy jako na savčí adaptaci spojenou s porodem je z tohoto důvodu pochybný. Biologické struktury, a dokonce i vzorce chování, které u dnešních organismů plní jinou funkci, než jaký byl jejich původní účel, se označují jako exaptace. Příslušná struktura, z níž se podobný znak s novou funkcí odvozuje, je pak tzv. preadaptivní. Specifickým typem exaptací jsou tzv. spandrely, což jsou takové rysy, jež vznikají jako vedlejší konstrukční produkt evoluce nějaké konkrétní struktury a následně mohou nabýt adaptivní hodnoty. Příkladem exaptací je například ptačí peří, jehož původní funkce byla termoregulační a teprve druhotně umožnilo ptákům létat. S mnohými exaptacemi se lze hojně setkat i na molekulární úrovni.
Pokud v průběhu evoluce některé struktury ztratí svou původní funkci, mohou se stávat rudimentárními. Například u člověka patří mezi rudimenty zakrnělý ocas (kostrč) či palmární úchopový reflex novorozenců, jenž se s potlačením srsti stává selekčně bezvýznamný. Pokud nějaký orgán v průběhu fylogeneze zakrní, je velká pravděpodobnost, že se již nikdy znovu nevyvine. Tento vývojový fenomén je označen jako Dollův zákon ireverzibility, ačkoli dnes není chápán tak striktně jako na konci 19. století, kdy jej příslušný belgický paleontolog poprvé formuloval. Některé struktury předků se mohou znovu v určité podobě objevit, pokud příslušné úseky genomu, jež za příslušný znak zodpovídaly, obnoví alespoň částečně svou původní funkci. Jmenovat lze například existenci atavismů, přítomnost fixovaných reverzních znaků však byla zaznamenána i u celých druhů. Například vakorosnička Güntherova (Gastrotheca guentheri) obnovila zuby v dolní čelisti, čímž je mezi žábami výjimkou.

#### Evoluční omezení
Evoluce nikdy nejedná účelově, neplánuje dopředu a v mnohých ohledech využívá oportunistická řešení; přirozený výběr kvůli tomu nedokáže vytvářet a fixovat nejlepší ze všech myslitelných variant.
Některé adaptivní znaky se nevyvinuly čistě v důsledku toho, že se doposud neobjevily potřebné genetické mutace, jež by mohly být testovány přirozeným výběrem. Nedostatek vhodných genetických variací může vysvětlit případy takzvaných fylogenetických omezení, kdy si organismy buďto zachovávají rysy neadaptivní, anebo nerozvíjejí rysy adaptivní. Vzniku neexistujících adaptivních novinek v mnohých případech brání taktéž fyzikální omezení. Například vzdušnice, dýchací orgány hmyzu, umožňují výměnu dýchacích plynů prostřednictvím difuze; takovýto přenos však hmyz omezuje co do možné tělesné velikosti. Způsob aktivního letu pomocí mávání křídel se vyvinul u mnohých živočišných skupin několikrát nezávisle na sobě, ale z hlediska úspory energie jde o neefektivní proces ve srovnání s principem vrtulníku.
Historická omezení jsou výsledkem neschopnosti evolučních procesů plánovat v dlouhodobém horizontu, ale pouze vylepšovat aktuální stav příslušného znaku podle okamžitých podmínek. V důsledku toho vznikají řešení sice účelná, ale suboptimální. Učebnicovým příkladem je například savčí inervace hrtanu, kdy příslušný hlavový nerv (nervus laryngesus reccurens, jedna z větví nervus vagus) neinervuje hrtan přímo, ale nejprve se táhne dolů k aortě a obtáčí ji, což je evoluční pozůstatek z dob inervace žaberních oblouků primitivních vodních obratlovců. U moderních žiraf měří tato „nesmyslná“ smyčka několik metrů.

### Druhy a jejich původ
Speciace je proces, v rámci něhož dochází ke vzniku nových druhů, čímž umožňuje zvyšování diverzity živých organismů.
Samotný druh je obtížné definovat, existuje minimálně sedm hlavních konceptů, které se snaží tento termín vymezit. Dlouhodobě převládajícím byl koncept biologického druhu (BSC), jehož obhájci byli mj. Ernst Mayr a Theodosius Dobzhansky. Podle Mayra jsou druhy „skupiny skutečně nebo potenciálně se křížících přírodních populací, které jsou reprodukčně izolovány od jiných takových skupin“. Koncept biologického druhu vyžaduje přítomnost reprodukčních bariér, jež brání hybridizaci. Příslušné reprodukčně izolační mechanismy (RIM) lze rozdělit do dvou skupin podle toho, na jaké úrovni působí. Prezygotické RIM zamezují již úspěšnou kopulaci mezi dvěma odlišnými druhy, a to například na bázi ekologické (oba studované druhy obývají různá přirozená prostředí, anebo jsou aktivní v různých ročních obdobích), etologické (příslušníci daných druhů se spolu odmítají pářit) či mechanické (kopulaci zamezuje odlišný tvar genitálií). Mezi prezygotické RIM lze řadit i nekompatibilitu gamet, tj. i když se daná individua společně spáří, spermie není schopna správně oplodnit vajíčko. Postzygotické RIM naproti tomu vedou ke snížení biologické zdatnosti vzniknuvších potomků.
Koncept biologického druhu však přináší i několik problémů. Jedním z nich je například jeho aplikace na takové populace, jejichž areály výskytu jsou od sebe odděleny a jejich příslušníci se tedy přirozeně nemohou křížit, ačkoli v zajetí by to bylo možné. Problematický je také fakt, že k mezidruhovému genovému toku běžně alespoň v určité míře dochází, zvláště častá je pak hybridizace u rostlin. Genový tok zprostředkovaný hybridizací zároveň může postihovat pouze určité části genomu. Definice biologického druhu a nutnost RIM navíc zcela vylučuje asexuálně se rozmnožující druhy.
S tímto problémem se snaží vyrovnat několik alternativních konceptů. Častou alternativní definicí je především koncept fylogenetického druhu, jenž uvažuje nejmenší možný soubor populací, mezi nimiž existují vztahy předek-potomek, a které lze rozlišit na základě určitého diagnostického znaku – tj. nejmenší možnou identifikovatelnou monofyletickou skupinu. Zřejmě nejobecnější pak zůstává koncept evolučního druhu, který operuje s příbuzenskou linii mateřských a dceřiných populací, jež se vyvíjí odděleně od jiných podobných linií a vykazuje své vlastní evoluční tendence a historický osud.

#### Průběh speciací

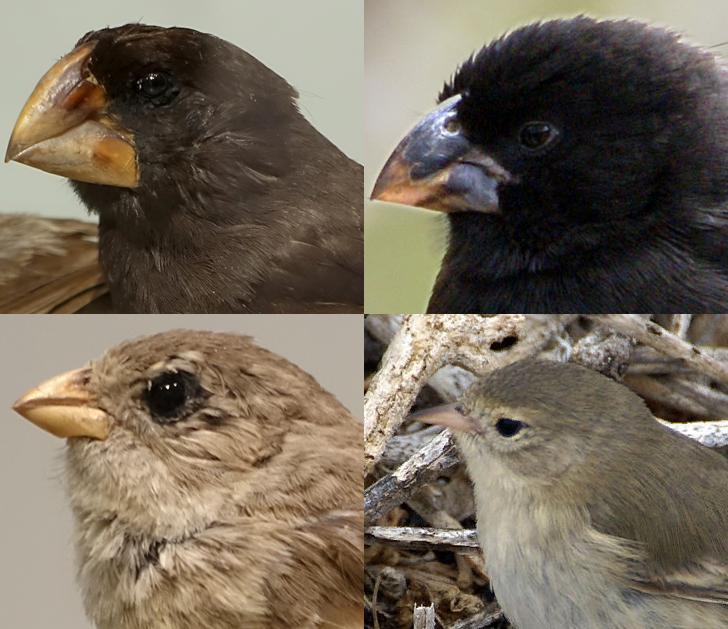
Darwinovy pěnkavy jako příklad adaptivní radiace

Evoluční teorie předpokládá, že se jednotlivé druhy postupně odvětvují od svých společných předků. Vznik a vývoj jednotlivých linií se označuje jako fylogeneze. Věda zkoumající fylogenezi se označuje jako fylogenetika; ta se snaží nacházet takové skupiny, které zahrnují společného předka a všechny jeho potomky (monofyletismus).
Průběh fylogeneze lze rozdělovat do dvou vzájemně sdružených procesů. Kladogeneze označuje takový proces, při němž v drtivé většině případů dochází ke štěpení jedné vývojové linie organismů na dvě dceřiné vývojové linie. Anageneze naopak označuje hromadění fenotypových změn v rámci jedné vývojové linie, například postupné zvětšování tělesné velikosti. Kladogeneze a anageneze jsou společně provázány, protože dceřiné druhy vzniklé kladogenezí se většinou díky anagenetickým změnám stále více fenotypicky odlišují (neboli divergují). Nahromadění takového množství anagenetických změn, po němž lze novou formu považovat za samostatný druh, označují především paleontologové jako fyletickou speciaci. Jde však spíše o teoretický koncept, protože je nepravděpodobné, že by se při utváření nových druhů neuplatňovala štěpná speciace alespoň v omezené míře.
Divergentní vývoj mnoha příbuzných linií během relativně krátké doby se nazývá evoluční radiace. Ta je často důsledkem adaptací na různé způsoby života či různé ekologické niky, proto se často hovoří spíše o radiaci adaptivní. Učebnicovým příkladem adaptivní radiace jsou například Darwinovy pěnkavy z Galapážského souostroví, jež se vyznačují výraznými rozdíly ve velikostech a tvarech zobáků, což jim umožnilo přizpůsobit se jednotlivým zdrojům potravy, jako jsou tvrdá semena, nektar nebo hmyz. Adaptivní radiace se objevují zejména v podobných oblastech s dostatečným množstvím zdrojů a malou konkurencí.
Především z hlediska systematiky představují naopak problém druhy, které jsou sice svým fenotypem podobné, ale liší se výraznou genetickou divergencí. Takové druhy se označují jako kryptické a lze je považovat za protiklad adaptivní radiace.

#### Typy štěpných speciací
Štěpné speciace lze dělit na základě toho, jak je omezen genový tok mezi vznikajícími druhy z geografického hlediska. Za nejběžnější typ speciace se považuje speciace alopatrická, jež probíhá, když jsou populace příslušného druhu vzájemně izolovány geografickými bariérami, a populace pak mohou nezávisle na sobě divergovat (se vznikem reprodukčních bariér). Mezi oběma populacemi může po čase dojít k sekundárnímu kontaktu, jehož výsledek závisí na síle reprodukčně izolačních mechanismů. Pokud jsou nedostatečné, populace mohou společně splynout, anebo na hranicích areálů výskytu vytvořit hybridní zóny. Když mají tito hybridi nižší biologickou zdatnost než jejich rodiče, selekce bude následně podporovat vznik účinnějších prezygotických RIM, například etologických; dochází k tzv. evolučnímu zesílení neboli Wallaceovu efektu. Specifickým typem alopatrie je peripatrická speciace, která je důsledkem jednorázové disperze populace, typicky na izolovaná ostrovní stanoviště („klasická“ alopatrická speciace se označuje jako speciace vikariantní).
Jako sympatrická speciace se označuje typ speciace probíhající za úplné nepřítomnosti jakékoli zeměpisné izolace. Tento fenomén je výrazně vzácnější než speciace alopatrická a vyžaduje silnou selekci vůči středovým formám. Především u rostlin může sympatrickou speciaci umožňovat polyploidizace genomu. Například v důsledku splynutí dvou gamet, jež vlivem chyby v redukčním dělení nesou diploidní sadu chromozomů, vzniká tetraploidní jedinec. Podobná genomová mutace poskytuje účinnou reprodukční bariéru, protože nový tetraploid při rozmnožování s původními diploidy vytváří triploidní potomstvo, jež bývá často neplodné. U rostlin šíření tetraploidní formy napomáhá schopnost samosprašnosti a vegetativního rozmnožování, tetraploidní formy navíc často preferují i jiná stanoviště než rodičovský druh. Částečnou ukázkou jiného typu sympatrické speciace jsou vrubozobcovité ryby z Velkých afrických jezer. Vznik tisíců druhů zde byl nejspíše částečně poháněn prostřednictvím etologických RIM a pohlavního výběru, protože se tyto ryby párují na základě zbarvení. Mezistupněm mezi speciací alopatrickou a sympatrickou je speciace parapatrická, ke které dochází v případě, že obě divergující populace od sebe nejsou zcela separovány, ale jejich splynutí brání to, že se obě adaptují na odlišné prostředí. Parapatrická speciace se možná uplatňovala na souvislých stanovištích s bohatou biodiverzitou, jako jsou deštné pralesy nebo korálové útesy.
Že mohou pouhé přirozené variace vytvářet účinné reprodukční bariéry věrohodně demonstruje například vzácný fenomén tzv. prstencových druhů. Pokud druh způsobem svého šíření začne opisovat kružnici, jeho sousední populace se navzdory mírným odlišnostem mohou křížit. V místech, kde by se měla kružnice uzavřít, však vzniknuvší variabilita vede k tomu, že se tyto populace chovají jako dva odlišné druhy a genový tok mezi nimi neprobíhá.
Vyjma štěpné speciace se může objevovat i speciace hybridní, ačkoli ta naráží na několik problémů. Hybridní potomstvo může totiž mít nejen sníženou viabilitu, ale často dosahuje snížené až nulové fertility, protože případný nestejný počet chromozomů od rodičovských druhů znemožní správný průběh redukčního dělení. U některých organismů, opět typicky u rostlin, mohou hybridi překonat tento problém prostřednictvím již zmiňované polyploidizace. Vzácněji však může k hybridizaci docházet i bez polyploidizací. Jde o tzv. homoploidní hybridní speciaci, příkladem jsou například některé americké slunečnice (Helianthus). Specifickým typem hybridizace je pak tzv. hybridogeneze, kdy je existence příslušného „druhu“ udržována prostřednictvím hybridizace rodičovských druhů v průběhu generací. Příkladem zvlášť komplikované hybridogeneze je například problematika skokana zeleného, jehož populace jsou udržovány hybridizací skokana skřehotavého a krátkonohého.

### Koevoluce
Vyjma abiotických faktorů prostředí se jednotlivé organismy v průběhu evoluce přizpůsobují i faktorům biotickým, tedy vlivu ostatních živých organismů, které pomáhají utvářet jejich životní prostředí, poskytují jim zdroje, či jsou jejich konkurenty nebo nepřáteli. Vzájemně provázaná a podmíněná evoluce mezi různými druhy se označuje jako koevoluce. Na rozdíl od abiotických faktorů jsou živé organismy proměnlivější a koevoluce má potenciál pohánět divergenci populací rychleji než pouhé adaptace na různá prostředí.
Koevoluce zahrnuje široké množství různých fenoménů. Z hlediska evolučně-biologických studií nabývají významu například rozličné symbiotické vztahy (jako je mutualismus nebo vztah parazit-hostitel), vzájemná kompetice, vztah predátor-kořist nebo mimetismus. Koevoluční dynamika mezi konkurenty, parazity versus hostiteli, dravcem versus kořistí, či dokonce i mezi mutualisty vede ke vzájemným evolučním závodům ve zbrojení: výhodná adaptace, jež se objeví u jedné vývojové linie, vyvolá selekční tlak na vznik kontraadaptací u jiných linií. Například efektivnější lovecké schopnosti predátora se na populaci kořisti odrazí efektivnějšími obrannými protitahy. Přirozený výběr v podobném případě působí intenzivnější měrou na tu stranu, pro kterou prohra znamená smrt (princip „večeře, nebo život“). Reakce na evoluci jiných druhů popisuje efekt Červené královny, podle něhož se druhy vyvíjejí proto, aby udržely krok s evolučními přizpůsobeními dalších druhů, s nimiž v prostředí interagují; tedy ne proto, aby jim bylo lépe, ale „aby jim nebylo ještě hůře“.
Dawkinsův koncept rozšířeného fenotypu pak postuluje, že se v důsledku koevoluce u některých organismů nefixují pouze geny, jež ovlivňují jejich fenotyp, ale i geny, jež ovlivňují fenotyp organismů, s nimiž interagují. Vděčným tématem jsou z tohoto pohledu různé manipulace parazitů se svými hostiteli, pomocí nichž se je snaží co nejvíce využít ve svůj prospěch. Jeden z mnoha příkladů dávají houby Ophiocordyceps unilateralis, které manipulují s chováním svých mravenčích hostitelů. Infikovaní jedinci opouštěji mraveniště, zakousnou se do spodní strany listů stromů či keřů, kde nakonec i umírají. Z hlavy mravence se následně vyvine houbové stroma, infekční askospory pak snadno kontaminují prostředí pod sebou. Interakce symbionta s hostitelem však nemusí být vždy pouze negativní. Prakticky všechny mnohobuněčné organismy například hostí jednobuněčné (endo)symbionty, kteří ovlivňují fyziologické a vývojové procesy svých hostitelů; výzkumy těchto biologických systémů probíhají od 90. let 20. století, přičemž pro systém samotný se používá termín holobiont. Těsná endosymbióza může nakonec vyústit i ve splynutí vývojových linií. Tyto tzv. syngeneze se podílely i na vzniku mitochondrií či plastidů eukaryotických buněk.

### Vymírání

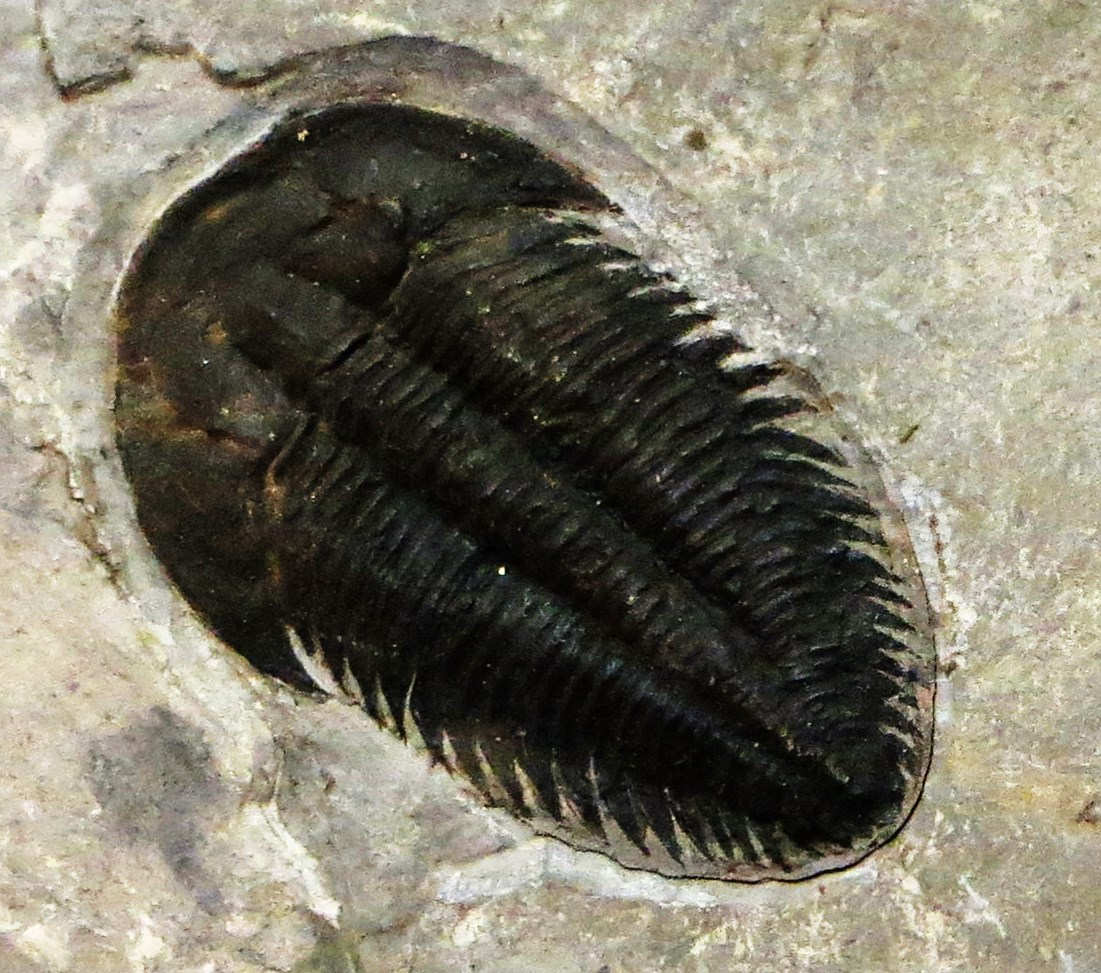
Fosilie trilobita; vyhynutí celé třídy trilobitů je kladeno do konce prvohor, kdy Zemi postihlo největší masové vymírání v historii

Vymírání neboli extinkce označuje zánik druhu nebo jiného biologického taxonu. Většina druhů, které v průběhu historie na Zemi žily, patří mezi vyhynulé. V současnosti žijící druhy představují jen asi jedno procento až jedno promile počtu druhů vyhynulých. Darwin tvrdil, že druhy vymírají v důsledku prohry v kompetičním boji se svými konkurenty a že pokud by lidstvo bylo schopno vyhynulé druhy znovu oživit, tyto druhy by nesporně opět vyhynuly. Tento pohled však s největší pravděpodobností není správný. Drtivá většina druhů zřejmě vymírá v důsledku toho, že je náhle vystavena takovým podmínkám, vůči kterým nebyla adaptována prostřednictvím přirozeného výběru. Tento fenomén se někdy označuje jako „přežívání nejšťastnějších“ a poukazuje na ještě výraznější vliv náhody na makroevoluci ve srovnání s mikroevolucí. Z tohoto důvodu také druhy nemají pevně vymezenou délku existence; pravděpodobnost extinkce nezávisí na délce existence druhu.
Navzdory tomu biologové vykazují snahu popsat faktory, které zvyšují či snižují pravděpodobnost vymření, a také trendy, jež se při vymírání mohou objevovat, například taxonomická selektivita či selektivita založená na různých aspektech fyziologie, etologie, stanoviště a biogeografie. Za nejdůležitější faktor, jenž ovlivňuje pravděpodobnost vymření, se považuje efektivní velikost populací společně s rozlohou areálu rozšíření. Čím jsou tyto proměnné menší, tím je pravděpodobnost vymření vyšší, protože z hlediska fenoménu „přežívání nejšťastnějších“ stačí k likvidaci takových druhů náhodná katastrofa menšího rozsahu.
Hlavní zdroj informací o charakteru a průběhu extinkcí představuje studium fosilií, ačkoli tyto výsledky může zkreslovat značná neúplnost fosilního záznamu a odlišná pravděpodobnost fosilizace v rámci různých druhů. Například živočišné druhy s tvrdými schránkami snadno fosilizují, a proto dominují ve fosilním záznamu. Nedostatek nálezů naopak zkracuje zdánlivou délku existence vyhynulých druhů a skutečně krátkověké druhy nemusí být ve fosilním záznamu zastoupeny vůbec.
Vymírání lze obvykle dělit na průběžná (neboli na pozadí) a hromadná, ačkoli linie mezi těmito termíny není přesně vymezena. Největší masové extinkce, které Zemi postihly, tradičně tvoří tzv. Velkou pětku vymírání, do níž patří vymírání ordovik–silur, vymírání v pozdním devonu, permské vymírání (největší hromadné vymírání historie), vymírání trias–jura a vymírání na konci křídy. Během těchto událostí došlo k vyhynutí ¾ a více tehdejších druhů a zásadní restrukturalizaci biosféry; přestože průběžné extinkce stojí za vyhynutím asi 95 % druhů, masové extinkce vykazují výraznější vliv na makroevoluci, neboť vyšší měrou zasahují i vyšší taxony. Dochází k vyhynutí kdysi úspěšných kladů a následné diverzifikaci šťastných přeživších. S hromadnými vymíráními se pojí i fenomén tzv. katastrofických druhů, které po katastrofě zaznamenají rychlý vzestup, ale postupně jsou vytlačeny specializovanějšími druhy. Lze jmenovat například lystrosaura, dicynodonta z permu až triasu, jehož populace po velkém permském vymírání tvořily asi 90 % suchozemských obratlovců.

## Vztah ontogeneze a evoluce
Souběžně s mnohobuněčností došlo u živých organismů také ke vzniku ontogeneze, v rámci níž se z jednobuněčné zygoty utváří mnohobuněčné tělo. Vliv vývojových procesů na evoluci organismů zkoumá evolučně vývojová biologie. 
Její základ lze vysledovat již do embryologických výzkumů z 19. století, přičemž embryologie byla jedním z Darwinových pilířu, na nichž stavěl svou teorii společného původu organismů. V průběhu raného embryonálního vývoje se mohou zakládat i takové struktury předků, které jsou postupně potlačeny, například žaberní štěrbiny u lidského zárodku. Ernst Haeckel tyto poznatky interpretoval ve svém slavném biogenetickém zákoně, podle něhož „ontogeneze rekapituluje fylogenezi“, tento pohled je však příliš zjednodušený a dnes překonaný. Ačkoli výzkumy embryogeneze zůstávají velmi cenné, embryonální vývoj nepředstavuje podobný postupný příběh fylogeneze; evoluci může být vystavena každá jeho část.
Na rozdíl od jednobuněčných není většina genů mnohobuněčných přímo svázána se vzhledem a stavbou konkrétních struktur. Genetická informace představuje spíše určitou formu návodu, jak bude ontogeneze probíhat, přičemž při ontogenezi samotné se v rozhodující míře uplatňují i autonomní pochody, jako zmiňované epigenetické procesy, které sice vycházejí z genetických dějů, avšak probíhají do značné míry nezávisle. Některé klíčové geny, například Hox-komplex u živočichů, jsou navíc v rámci různých taxonomických skupin vysoce konzervativní; zároveň se však mohou podílet na rozličných ontogenetických procesech (tzv. „genetic toolkit“) a přispívat k evolučním změnám prostřednictvím regulace různých genů s různými vývojovými rolemi.
Na mnohobuněčné organismy je zároveň často vhodné nahlížet jako na organismy modulární, kdy modul představuje jednotku s odlišným genetickým základem, vývojovými vzorci a umístěními a interakcemi s jinými moduly. Moduly se mohou opakovat na různých místech těla, přičemž v některých případech postrádají zřetelnou individuální identitu, ale v průběhu evoluce se často mohou individualizovat; například plazi mají zuby shodné, ale chrup většiny savců je diferencován na řezáky, špičáky, třenové zuby a stoličky. Heterotopie označuje evoluční změnu pozice, kde dochází k expresi příslušného fenotypového znaku. Hojná je například u rostlin, u nichž jsou sice hlavními fotosyntetickými orgány listy, ale fotosyntéza není omezena pouze na ně. U obratlovců vzniklo mnoho kostí osifikací šlach, například řada dinosaurů měla osifikované šlachy v ocasu.
Heterochronie označuje evoluční změny v relativní rychlosti nebo načasování začátku/konce růstu určité tkáně či orgánu. Fakticky jde o posun stádia, v němž se organismus rozmnožuje, vůči průběhu ontogeneze jeho těla nebo nějaké části jeho těla. Pokud dochází ke zrychlení vývoje pohlavních žláz nebo zpomalení vývoje tělních tkání a tím k zachování juvenilního vzhledu, hovoří se o pedomorfóze. Analogické zpomalení vývoje pohlavních orgánů nebo zrychlení vývoje tělních tkání se označuje jako peramorfóza (zvýraznění adultních rysů).
Významným fenoménem evolučně vývojové biologie je specifická schopnost jednotlivých genotypů produkovat různé fenotypy při vystavení odlišným podmínkám prostředí, tzv. fenotypová plasticita. Fenotypovou plasticitu lze dělit na základě různých kritérií, například podle přímého nebo nepřímého vlivu prostředí na výsledný znak, podle povahy příslušného znaku, podle jeho reverzibility či ireverzibility, či podle období života, kdy je organismus vůči příslušnému stimulu z prostředí citlivý (embryonální versus postembryonální plasticita). Pokud příslušné modifikované fenotypy zvyšují biologickou zdatnost organismu, lze fenotypovou plasticitu považovat za adaptivní strategii. Návazným fenoménem je skutečnost, že organismus může schopnost plasticity také ztratit: pokud selekce v daném prostředí přímo fixuje „odhalený“ fenotyp, hovoří se o genetické asimilaci. Podle řady názorů fenotypová plasticita díky těmto možnostem představuje jednu z diverzifikačních sil v evoluci a může přispívat ke vzniku fenotypových novinek, speciací, či dokonce adaptivních radiací. Princip „nejprve se přizpůsob okolním podmínkám“ narušuje klasické neodarwinistické schema adaptivní evoluce a vliv fenotypové plasticity na evoluci zůstává otevřenou a kontroverzní problematikou moderní evoluční biologie.

## Evoluce chování, evolučně stabilní strategie a kulturní evoluce
Významné místo v evoluční biologii, resp. sociobiologii zabírá také problematika evoluce chování. Chování živočichů představuje nejsnáze modifikovatelnou složku fenotypu organismů. Přizpůsobení se proměnlivým podmínkám prostředí prostřednictvím etologických změn může být snadno vratné a nevyžaduje výrazné modifikace tělesné stavby, ačkoli úroveň chování u živočichů je ovlivněna pokročilostí centrální nervové soustavy. Chování lze dělit na vrozené, jež je autonomní a vzniká a mění se výhradně přirozeným výběrem, a chování získané, které je z pohledu přizpůsobení se podmínkám prostředí plastičtější. Je možné, že vzniku mnoha adaptivních vzorců chování i souvisejících morfologických vlastností u živočichů původně předcházelo individuální učení. Pokud totiž určité chování dlouhodobě v populaci přetrvávalo, mohlo snáze dojít k zaxifování selekčně výhodných mutací s touto životní strategií spojených (tzv. Baldwinův efekt).
Rozvoj nervové soustavy a propracovanost vzorců chování u mnohých druhů závisí na vnitrodruhových sociálních vazbách mezi jedinci. U živočichů se objevuje velké množství různých interakcí, od soupeření přes kooperaci až po altruismus, a všechny tyto interakce stojí jedince určité náklady. Interakce mezi organismy s konkurenčními nebo stejnými strategiemi lze považovat za hry s vícero hráči; k teoretickému modelování evolučních důsledků proto biologové aplikují principy teorie her. Právě v případě evoluce chování se často zdůrazňuje – ač se na ni neomezuje – koncept evolučně stabilních strategií od Maynarda Smithe a Price, který říká, že jakmile určitá evolučně stabilní strategie u jedinců v populaci převládne, nepřipustí již žádné strategie alternativní (slavným ilustračním příkladem ESS je koncept jestřába a holubice). Evoluční teorie her zároveň umožnila matematicky zdůvodnit, proč se v populacích může objevovat altruismus i vůči nepříbuzným jedincům, tedy altruismus nepoháněný příbuzenským výběrem, aniž by tato skutečnost musela kolidovat s výběrem přirozeným. Tyto modely jsou založeny např. na opakovaných interakcích mezi stejnými „hráči“ (jako je půjčka za oplátku), principu her s nenulovým součtem, kde výsledná bilance obou hráčů je vždy nižší, anebo vyšší než nula aj.
Specifickou část evoluce představuje také evoluce kulturní, která vede k vývoji adaptivních vlastností, především vzorců chování, předáváním kulturních znaků sociálním učením. Dawkins pro základní jednotku kulturní informace zavedl termín mem (analogicky k termínu gen označující základní jednotku informace dědičné), soubor memů pak tvoří populační memofond. Dědičnost memů se v mnohém liší od dědičnosti genů; memy se mohou předávat vertikálně i horizontálně, jejich jednotlivé varianty mohou vznikat účelově a cíleně (lamarckisticky), prosperují i memy, které snižují biologickou zdatnost svých nositelů („mem pro užívání návykových látek“). Při tomto pohledu může dědičnost memů ve své rychlosti a efektivitě předčit i rychlost dědičnosti genetické.

## Evoluce života na Zemi
Země je stará asi 4,6 miliard let. Geologický čas Země je rozdělen do čtyř eonů:
1. hadaikum (během něhož došlo k prvotnímu formování planety, utvoření zemské kůry a později i oceánů);
2. archaikum (charakteristické prvními formami života);
3. proterozoikum (do něhož je datován mj. vznik mnohobuněčnosti);
4. fanerozoikum (charakterizované rozvinutými formami mnohobuněčného života).

Historie života byla provázena a ovlivňována mj. klimatickými změnami, pohybem tektonických desek (kontinentální drift) a hromadnými extinkčními událostmi.
Samotná problematika vzniku života představuje dlouhodobě otevřenou otázku. Evoluci biologické zřejmě předcházela evoluce chemická, při níž docházelo ke vzniku organických sloučenin ze sloučenin anorganických. Samotná biologická evoluce pak vyžaduje výše uvedené podmínky, mj. schopnost reprodukce a dědičnosti. V současnosti všechny živé organismy využívají k tomuto účelu koexistence proteinů a nukleových kyselin. Systémy založené na současném genetickém kódu jsou nicméně natolik složité, že se na počátku života nemohly v dnešní podobě uplatňovat. Je možné, že prvními replikátory byly ribonukleové kyseliny (tzv. RNA svět), protože umožňují uchovávat genetickou informaci a zároveň mají katalytickou funkci, díky čemuž se mohou – na rozdíl od DNA – potenciálně sebereplikovat. Teprve později mohla stabilnější DNA přebrat funkci uchovávání genetické informace. Život mohl na Zemi vzniknout relativně brzy, možná již před 4,1 miliardami let (tedy ještě před pozdním velkým bombardováním). Možné mikrofosilie prokaryot a biogenní usazeniny stromatolity jsou nalézány v ložišcích starých alespoň 3,5 miliardy let.
Očekává se, že všechny živé organismy vycházejí z univerzálního společného předka, nazývaného také anglickou zkratkou LUCA. Zhruba první 2 miliardy let byl život omezen na prokaryotické organismy, tj. bakterie a archea. Ty obsáhly velké množství metabolických procesů, resp. trofických skupin a dodnes představují majoritního hybatele biogeochemických cyklů Země. Znatelné okysličení atmosféry, spojené s prokázanou existencí fotosyntetizujících prokaryot, nastalo před asi 2,4 miliardami lety (tzv. velká kyslíková událost). Nárůst kyslíku umožnil vznik aerobního metabolismu.
Vznik eukaryotních organismů je kladen do období před asi 1,8 miliardami let, z fylogenetického hlediska jsou vnořeny v rámci archeí. Eukaryotická buňka se vyznačuje větší složitostí než buňka prokaryotická, především pak uložením chromozomů v buněčném jádře, které je kryto vlastní membránou, čímž dochází k oddělení transkripce a translace a lepší kontrole genové exprese. Semiautonomní organely, jako mitochondrie a plastidy, vznikly u eukaryot zřejmě v důsledku endosymbiózy bakterií a následné syngeneze. S eukaryotickou buňkou se pojí i vznik mnohobuněčnosti, která se nezávisle na sobě objevila u různých skupin, například u živočichů, hub, zelených rostlin, hnědých řas aj. Ačkoli za mnohobuněčné lze chápat i některé kolonie prokaryot (jako jsou myxobakterie), mnohobuněčnost ve smyslu koordinované aktivity jednotlivých buněk, které jsou spolu ve vzájemném kontaktu, se nejspíš objevuje pouze u eukaryotických organismů.

### Historie fanerozoika

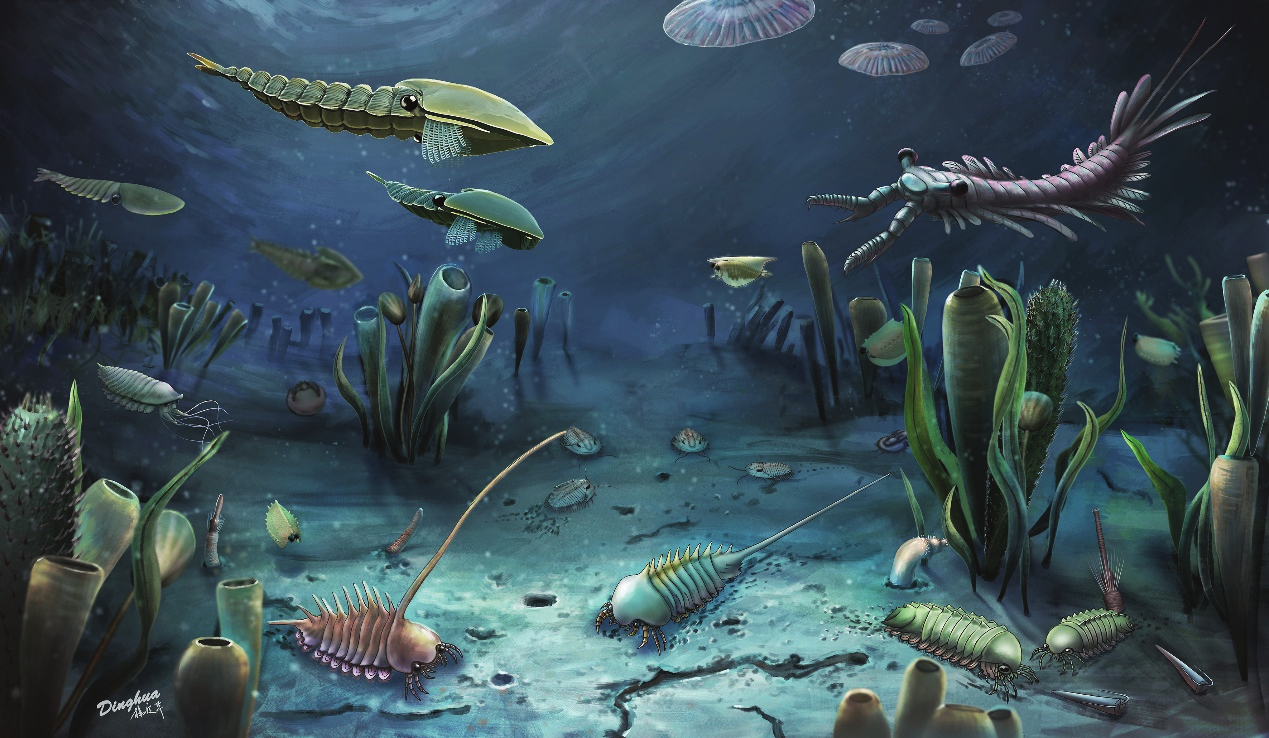
Rekonstrukce kambrické bioty ze severní Číny

První složité mnohobuněčné organismy se globálně objevily ještě na konci proterozoika během období ediakara (před asi 635 až 542 miliony lety). Tato tzv. ediakarská fauna zahrnuje různorodý soubor makrofosilií, možná prvních známých živočichů, ačkoli identita většiny těchto organismů je zahalena tajemstvím. Náhlý objev velkého množství živočichů, které lze spolehlivě zařadit k současným živočišným kmenům, ve fosilním záznamu spadá do spodního kambria před asi 542 miliony lety, kdy zároveň z fosilních záznamů mizí ediakarská fauna. Tento náhlý nárůst diverzity je nazýván kambrickou explozí, ačkoli panují četné dohady o tom, jestli šlo skutečně o rozsáhlou evoluční radiaci, či nikoli. Kambrium představuje počátek eonu fanerozoika, dělícího se na tři éry nazvané paleozoikum, mezozoikum a nejmladší kenozoikum (jež probíhá dodnes).
Raná období paleozoika, kambrium a ordovik, jsou charakteristická rozvojem mnohobuněčného mořského života, došlo k rapidní diverzifikaci živočišných kmenů a tříd (včetně obratlovců), stejně tak k diverzifikaci řas. Již v průběhu středního ordoviku, před asi 470 miliony lety, začala být souš kolonizována prvními mechorosty, v průběhu siluru se pak objevují nejstarší cévnaté rostliny, jako je rod Cooksonia. V karbonu již na Zemi prosperovaly bohaté lesní ekosystémy, dominující vegetací byly stromovité přesličky, kapradiny a plavuně, vznikly ale rovněž první semenné rostliny, včetně předků současných nahosemenných. Ty začaly převládat s postupujícím oteplením a aridizací klimatu a ve svrchním permu před asi 260 miliony lety tvořily okolo 60 % vegetace. Významnou úlohu v samotné kolonizaci souše rostlinami zřejmě hrály mykorhizní vztahy, dominující i v současných ekosystémech. Samotné houby se vyvinuly do všech moderních skupin do karbonského pennsylvanu. První suchozemští živočichové byli nejspíše členovci, jejichž nálezy pocházejí ze silurského období; stonožkovec Pneumodesmus, starý asi 423 milionů let, je nejstarší známý živočich, jenž dýchal vzdušný kyslík. Nejpozději ve spodním devonu, před asi 420 miliony lety, došlo k rozdělení linií nozdratých a paprskoploutvých ryb, které ještě v průběhu paleozoika postupně převládly nad ostatními rybovitými obratlovci. Od nozdratých ryb se odvozují čtyřnožci, kteří před 385 až 360 miliony lety prvně pronikli na souš, ačkoli zprvu byli nejspíš ekologicky vázáni na sladkovodní prostředí. V průběhu karbonu dochází k vývoji létajícího hmyzu, v rámci čtyřnožců se diverzifikovali obojživelníci a došlo též k rozkolu linií sauropsidů a synapsidů. Paleozoikum před asi 252 miliony lety ukončilo vymírání na konci permu, spojené s vulkanickou činností a poklesem kyslíku v atmosféře. Šlo o největší masové vymírání historie, vyhynulo 81–94 % mořských druhů.

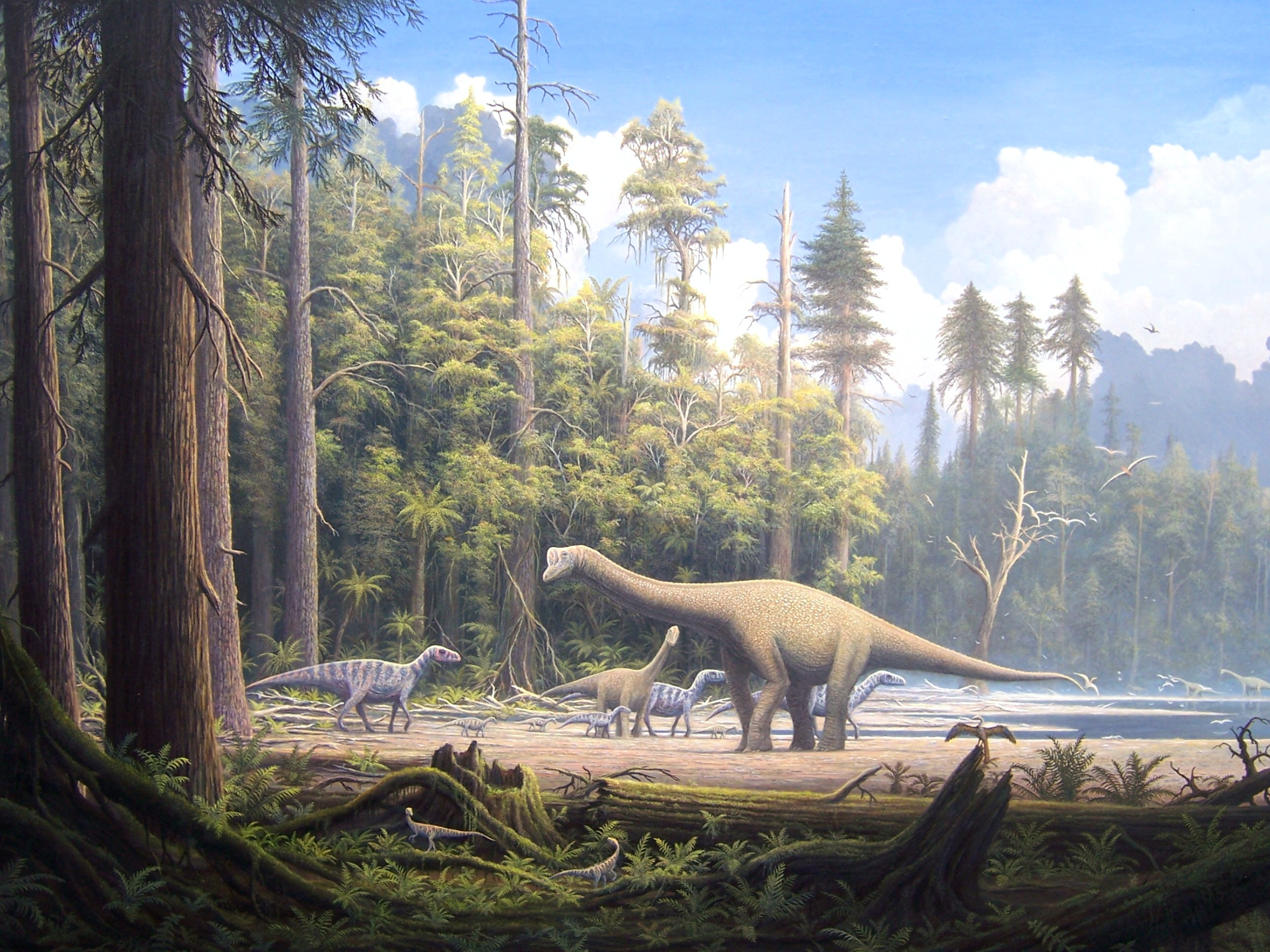
Umělecká rekonstrukce oblasti dnešního Dolního Saska ve svrchnějurském období

V průběhu mezozoika došlo, navzdory dalším extinkčním událostem v triasu, k diverzifikaci mořského života, jenž byl zdecimován během permského vymírání. Proběhla mohutná radiace eukaryotického mořského fytoplanktonu se získanými rodoplasty, jenž dominuje i v současnosti. V mezozoiku se objevili mj. planktonní dírkonošci, moderní skupiny korálů, mlžů, plžů či mechovců. Z jury a křídy pocházejí nejstarší fosilní nálezy kostnatých ryb, dnes dominantní skupiny ichtyofauny. Vyvinuly se některé skupiny velkých mořských plazů, např. řády Plesiosauria či Ichthyosauria. Na souši došlo k diverzifikaci obou skupin blanatých obratlovců. V rámci sauropsidů to byli jak lepidosauři, tedy zvláště šupinatí plazi, tak archosauři, kteří zahrnují mj. krokodýly, pterosaury a také dinosaury včetně ptáků. Cynodontní therapsidi z kladu Synapsida naopak dali vzniknout prvním savcům. U rodu Hadrocodium ze spodní jury, z období před asi 195 miliony lety, se již objevuje typická savčí stavba středního ucha. Z hlediska botaniky představuje velký milník vznik kvetoucích, krytosemenných rostlin, jež v průběhu křídy, před asi 125 miliony lety, prodělaly rapidní evoluční radiaci a postupně se staly dominující složkou světové flóry. Mezozoikum předěluje vymírání na konci křídy před asi 66 miliony lety, jež je známé zejména vyhynutím neptačích dinosaurů, ačkoli ti nebyli jedinou postiženou skupinou.
Kenozoikum shrnuje posledních 66 milionů let pozemské historie. Charakterizováno je především masivní radiací savců a ptáků, rozrůznily se však i další skupiny, jako byli hadi či kostnaté ryby. Rozmach krytosemenných rostlin se projevil v diverzifikaci opylujícího hmyzu. U rostlin se také prvně objevil nový typ fotosyntézy, jenž zvyšuje její účinnost omezením fotorespirace. Kenozoikum je typické vývojem primátů a evolucí člověka; první praví primáti se ve fosilním záznamu objevují před asi 55 miliony lety ve spodním eocénu.

## Důkazy evoluce

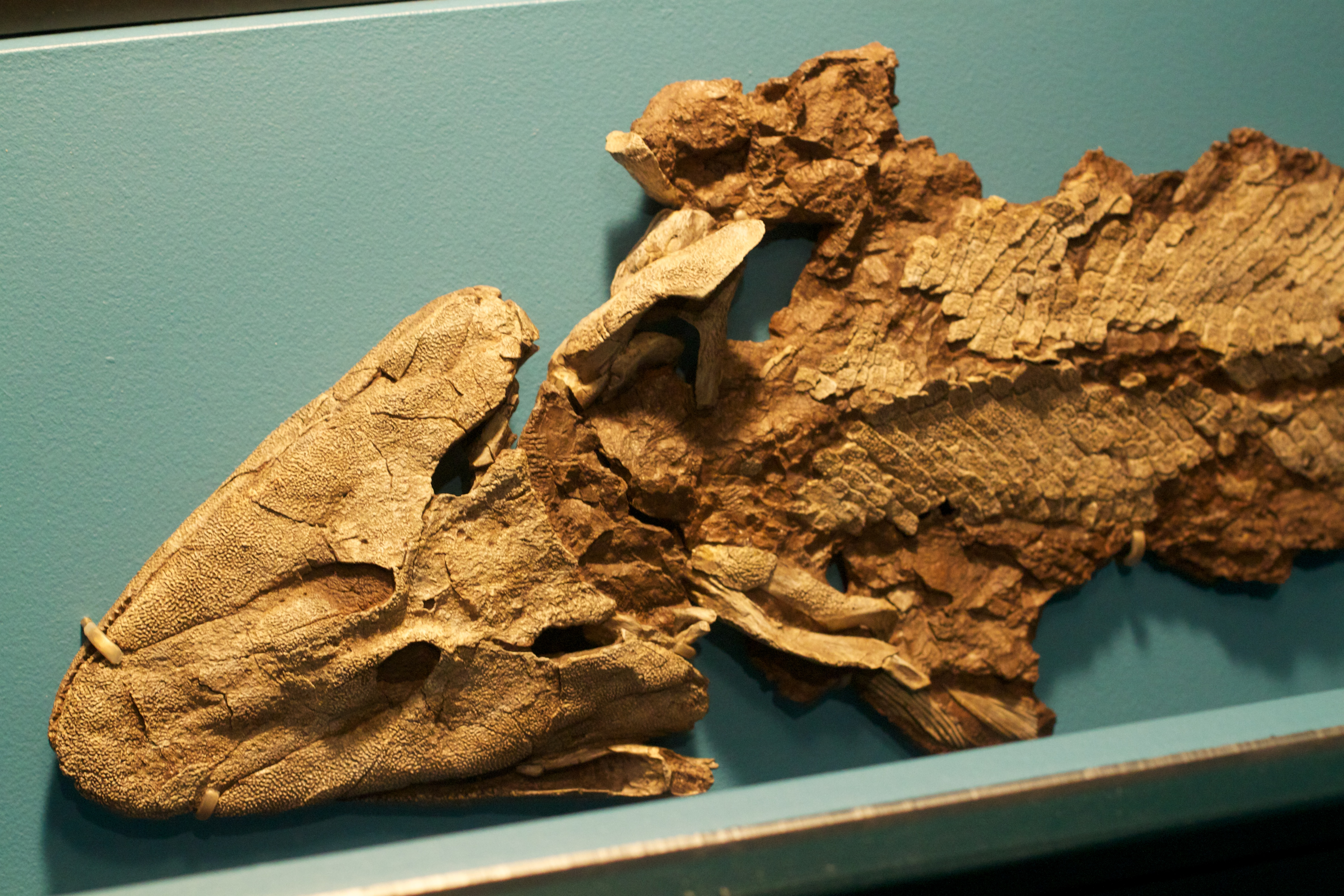
Slavný svrchnědevonský rod Tiktaalik představuje přechodný článek mezi rybami a čtyřnožci. Fosilní záznamy jsou jenom jedním z mnoha důkazů, potvrzujících věcnou správnost evoluční teorie

Ačkoli význam a uplatnění jednotlivých evolučních mechanismů zůstává předmětem akademické diskuse, samotná existence biologické evoluce představuje vědecké paradigma, jehož věcnou správnost potvrzuje velké množství přímých i nepřímých, vzájemně se doplňujících důkazů.
Laboratorními experimenty či pozorováním populací soudobých organismů lze spolehlivě prokázat existenci mikroevolučních jevů. Jako několik konkrétních příkladů lze jmenovat náhodný vznik a převládnutí výhodných mutací, které u mikroorganismů umožňují rychlou adaptaci na změny teploty, přítomnost toxinů nebo jiné stresory; ale i slavnou problematiku průmyslového melanismu u drsnokřídlece březového. Efektivitu mikroevolučních mechanismů demonstruje rovněž umělý výběr, jenž je zodpovědný za charakteristiky chovných zvířat i hospodářských plodin. Řada teorií z Darwinova díla O původu druhů vychází z jeho dlouholetého studování umělého výběru na holubech.
Ohledně makroevolučních mechanismů se lze, vzhledem k délce jejich trvání, spoléhat většinou na nepřímé důkazy, nicméně ani ony nejsou o nic méně průkazné než přímé experimenty a pozorování.
Velké množství dokladů pro samotný fakt evoluce poskytuje fosilní záznam, doplněný o moderní radioaktivní datovací metody, jež umožňují určit stáří příslušných fosilních nálezů. Jednotlivé organismy se ve fosilním záznamu objevují vždy v pořadí, které odpovídá jejich předpokládané příbuznosti. Pokud by na Zemi druhy vznikaly spontánně a nezávisle na sobě, je nepravděpodobné, že by existovala podobná souvislost mezi fosilním záznamem a evolučním původem druhů a jim odpovídajících skupin. Oporu pro evoluční původ představují rovněž objevy přímých přechodných fosilií mezi určitými skupinami.
Biogeografie poskytuje taktéž silné důkazy pro původ jednotlivých druhů procesem odvětvování od společných předků. Areál výskytu jednotlivých druhů na zemském povrchu není nezávislý, ale odpovídá jejich předpokládané evoluční minulosti, provázané s geografickými překážkami, jež zabránily jejich průniku do jiných oblastí. Některá izolovaná stanoviště, především ostrovy, jsou typická adaptivními radiacemi určitých taxonů, zvláště ptáků, kteří se sem dostali z blízkých pevninských bloků. Tyto druhy zde zaplňují různé ekologické niky, které na pevnině obsadily taxony jiné, jež však na izolovaná stanoviště nedokázaly proniknout.
Srovnávací anatomie je věda zabývající se studiem podobností a odlišností anatomické stavby různých organismů. Přítomnost výše zmiňovaných modifikovaných homologických struktur, stejně jako rudimentárních orgánů a atavismů představuje silný důkaz pro evoluční příbuznost jednotlivých organismů. Homologické znaky lze navíc pozorovat téměř na všech úrovních fenotypu, včetně molekulárních sekvencí; fylogenetické stromy vypracované na základě sekvencí různých genů i na základě klasických, morfologických znaků se přičemž alespoň v hrubé míře shodují. Všechny živé organismy pak sdílejí prakticky univerzální genetický kód.

### Kritika evoluční teorie

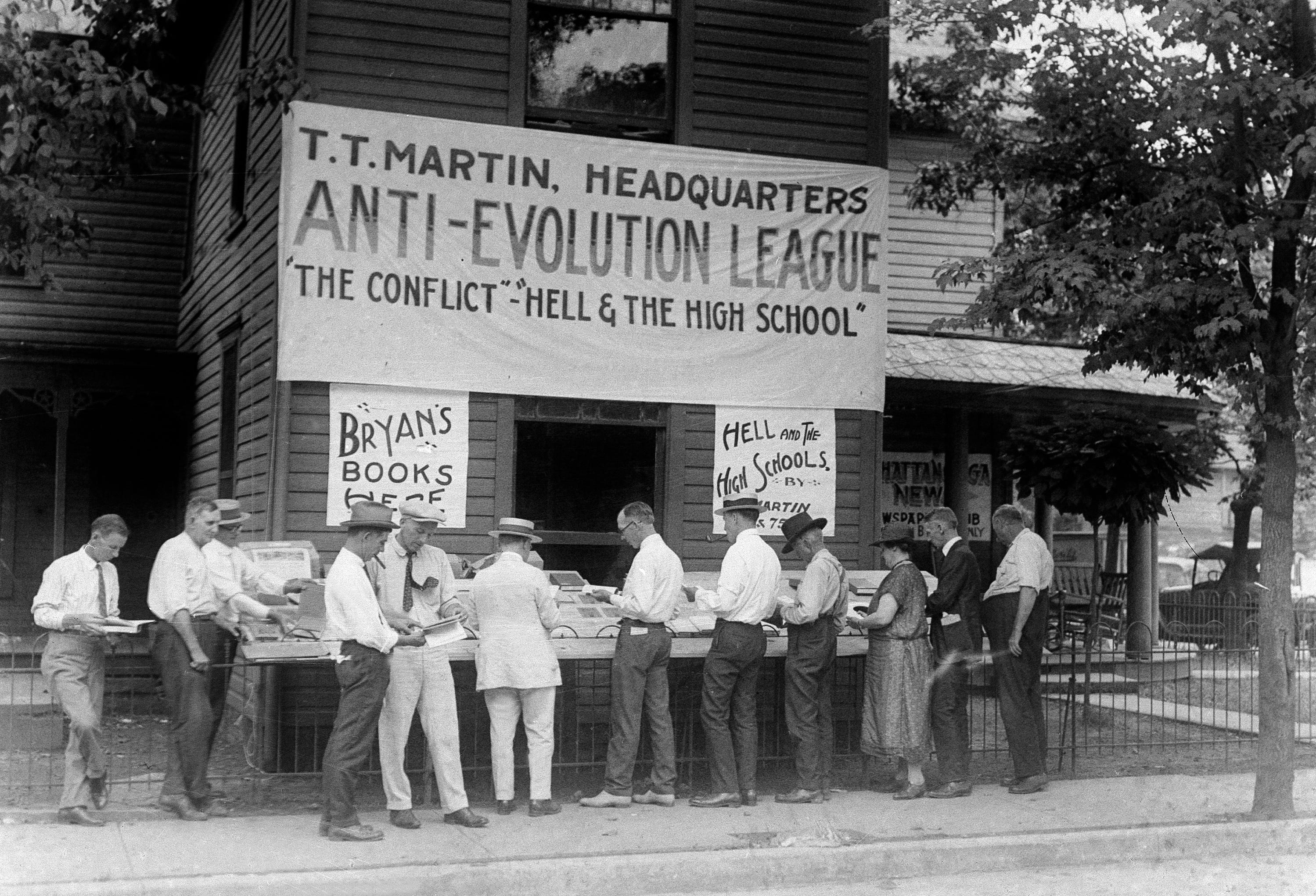
Protievoluční knihy na stánku v Daytonu v americkém Tennessee, 1925. V tuto dobu probíhalo ostře sledované soudní přelíčení s Johnem Scopesem (tzv. opičí proces), jenž vědomě porušil zákon státu Tennessee, protože na místní škole přednášel o evoluci

Evoluce přirozeným výběrem je moderní biologií pokládána za adekvátní vysvětlení vzniku a vývoje živých organismů. Od vydání stěžejního Darwinova díla O původu druhů z roce 1859 je však podrobována i opakované kritice, jež zejména v případě teistů přetrvává dodnes. Důvody popírání evoluce mohou být různé, ačkoli je v určité míře spojuje právě náboženství: pohybují se od lpění na vlastním ideovém modelu světa až po některé konkrétní, věcné námitky vůči evolučním procesům. Zvláště v první polovině 20. století k odmítání evolučních myšlenek přispěla i obava o převládnutí společensky škodlivých etických postojů, jakými byl například sociální darwinismus a s ním spojená eugenika.
Víra, že svět stvořila nadpřirozená síla, resp. božstvo, se označuje jako kreacionismus. Ani názory stoupenců tohoto proudu však nejsou jednotné. Nejvyhraněnější kreacionisté vykládají náboženské texty doslovně, věří tedy např. biblickému stáří Země. Křesťanský fundamentalismus si zachovává i ve 21. století silný vliv především ve Spojených státech amerických, evoluční myšlenky jsou rovněž nepřijatelné například pro fundamentální muslimy, široké přijetí tak nemají například v Turecku. Jiní kreacionisté připouštějí určité evoluční procesy, odmítají však společný původ vyšších taxonů, či například božský původ přisuzují pouze člověku a jeho duši. Víra, že vesmír byl stvořen vyšší mocí, která v něm ustanovila přírodní zákony – včetně evolučních procesů – se označuje jako teistická evoluce.
Od 90. let 20. století se objevuje nevědecká myšlenka tzv. inteligentního plánu, respektive designu (anglickou zkratkou ID). Příznivci této ideje se neodvolávají přímo na Boha a klasické náboženské výklady a přijímají řadu vědeckých poznatků, ale jsou skeptičtí ohledně stáří Země a evolučního vzniku jednotlivých druhů. Podle zastánců inteligentního plánu je řada struktur natolik složitých, tzv. neredukovatelně komplexních, že nemohla vzniknout bez zásahu tzv. inteligentního designéra. Americký federální soud ve svém rozhodnutí z roku 2005 inteligentní plán označil za latentní formu kreacionismu.

#### Konkrétní námitky vůči evolučním procesům

Složitá stavba bakteriálního bičíku z mnoha komponent je často využívána jako argument pro inteligentní design

Kreacionisté často poukazují přímo na údajné nedostatky evoluční teorie. Některé klasické argumenty a evoluční protiargumenty jsou zveřejněny níže.
Řada námitek proti evoluční teorii bezprostředně souvisí s teorií vědy jako takové. Někteří odpůrci evoluční teorie tvrdí, že je to „pouhá teorie a nikoliv vědecký fakt“. Jonathan Wells tvrdí, že evoluční teorie chápaná jako „vysvětlení původu všech organismů ze společného předka působením neřízených přírodních procesů“ není založena na přímém pozorování či experimentu, a tedy nevyhovuje definici vědecké teorie. Přírodovědná teorie však není pouhou domněnkou, ale propojenou řadou tvrzení, jež jsou podporována mnohými důkazy. Žádnou z přírodovědných teorií sice není možné nikdy zcela verifikovat, ale lze usilovat o její falzifikaci. Samotná evoluční teorie přináší množství konkrétních důsledků, jež lze empiricky ověřovat, a dlouhodobě odolává pokusům o své celkové vyvrácení. Naopak kreacionismus je sám o sobě nevědecký; jestliže je Bůh či jiná entita všemocná, takové tvrzení není možné z vědeckého hlediska falzifikovat.
Někteří odpůrci evoluce tvrdí, že druhý termodynamický zákon nepřipouští zvyšování uspořádanosti (přesněji snižování entropie) systému, a proto se ani vysoce uspořádané živé organismy nemohly evolučně vyvinout z jednodušších neživých součástí. Druhý termodynamický zákon ovšem vylučuje snižování entropie pouze v izolovaných systémech. Planeta Země není izolovaný systém (přijímá sluneční energii a sama vyzařuje tepelnou energii), může tedy zvyšovat svou uspořádanost (snižovat entropii) na úkor okolního kosmického prostoru. Stejně tak nejsou izolovanými systémy ani jednotlivé živé organismy, a proto mohou zvyšovat svou uspořádanost (snižovat entropii) na úkor okolí.
Nezjednodušitelná složitost neboli neredukovatelná komplexita je jedním z hlavních argumentů zastánců inteligentního plánu proti evoluční teorii, ačkoli v určité podobě zaznívá již od Darwinových dob. Stojí na představě, že některé biologické struktury jsou příliš složité, než aby mohly vzniknout z jednodušších struktur přirozeným výběrem. Zastánci tohoto názoru tvrdí, že není možné, aby složité struktury, jako například oko obratlovců nebo bakteriální bičík, vznikly díky četným následným malým modifikacím, protože přechodné stupně jsou nefunkční, a nebo alespoň nedokonalé (a v obou případech tedy neadaptivní). Takovýto pohled však nepřipouští existenci exaptací, tedy struktur, které původně plnily jinou funkci, než jakou zastávají v současnosti (to je i příklad bakteriálního bičíku, jenž má své mnohé komponenty společné s jinými molekulárními aparáty bakteriálních buněk). Argument neredukovatelné komplexity také nezohledňuje rostoucí složitost a s ní spojené funkční výhody mezi různými organismy. Oko mohlo být snadno vytvořeno prostřednictvím přirozeného výběru, protože i jeho nedokonalá podoba dává svým nositelům evoluční výhodu v porovnání s ještě hůře vidícími předky. Předpokládané mezistupně se skutečně vyskytují u známých živočichů a počítačové modely ukazují, že vývoj oka schopného ostření ze shluků světločivných buněk může proběhnout během pouhých několika stovek tisíc let.
Dalším objektem sporu mezi evolucionisty a kreacionisty je fakticita fosilního záznamu. Podle klasických argumentů neexistuje dostatek fosilií, nebo jsou články evolučního vývoje nekontinuálně propojeny. Některá tato tvrzení vycházejí z pouhého nepochopení, co je oním přechodným článkem. Určité evoluční mezičlánky nebyly a nemohou být nalezeny, protože fakticky neexistovaly. Například ptáci a krokodýli sdílejí společného předka v rámci archosaurů, představa „okřídleného krokodýla“ jakožto mezičlánku je nicméně absurdní, protože společný předek těchto dvou skupin nemohl sdílet odvozené znaky ani jedné z nich. Nedostatek přechodných forem ve fosilním záznamu v případě blízce příbuzných druhů může vysvětlovat princip přerušovaných rovnováh; pokud evoluce nového druhu probíhá z geologického hlediska rychle (např. desítky tisíc let), a to typicky v malých, odštěpených populacích, pravděpodobnost, že takové přechodné formy budou objeveny ve fosilním záznamu, je velmi malá. Zachycení evolučních událostí v jemnějším časovém měřítku je nicméně možné v případě nepřetržitého ukládání sedimentů. Takové podmínky nastávají například při fosilizaci planktonních protistů, jako jsou mřížovci a dírkonošci, jejichž schránky se ukládají na dně moří a poskytují souvislý záznam jejich evoluce.